# Turystyka

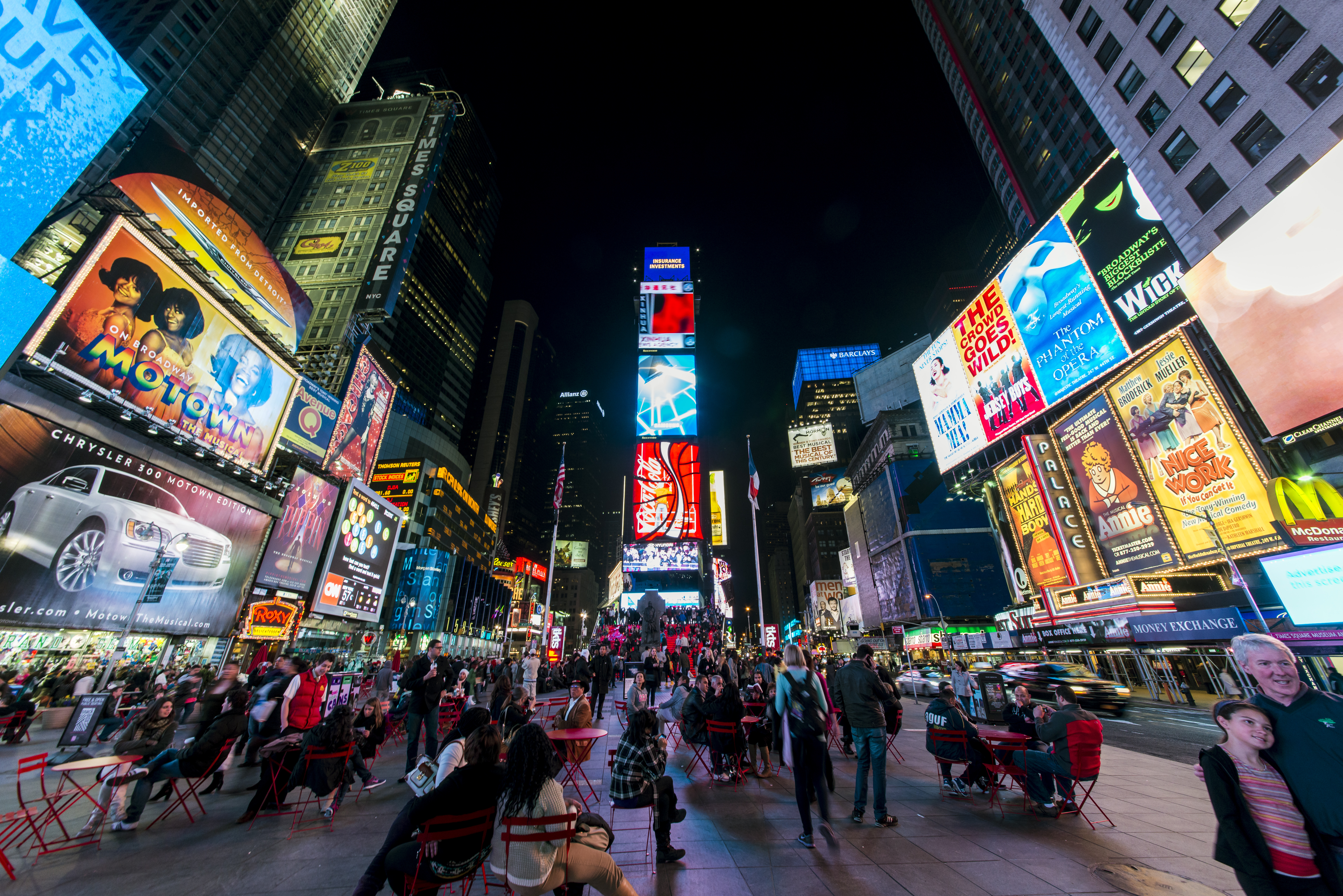
Turyści na Times Square w Nowym Jorku

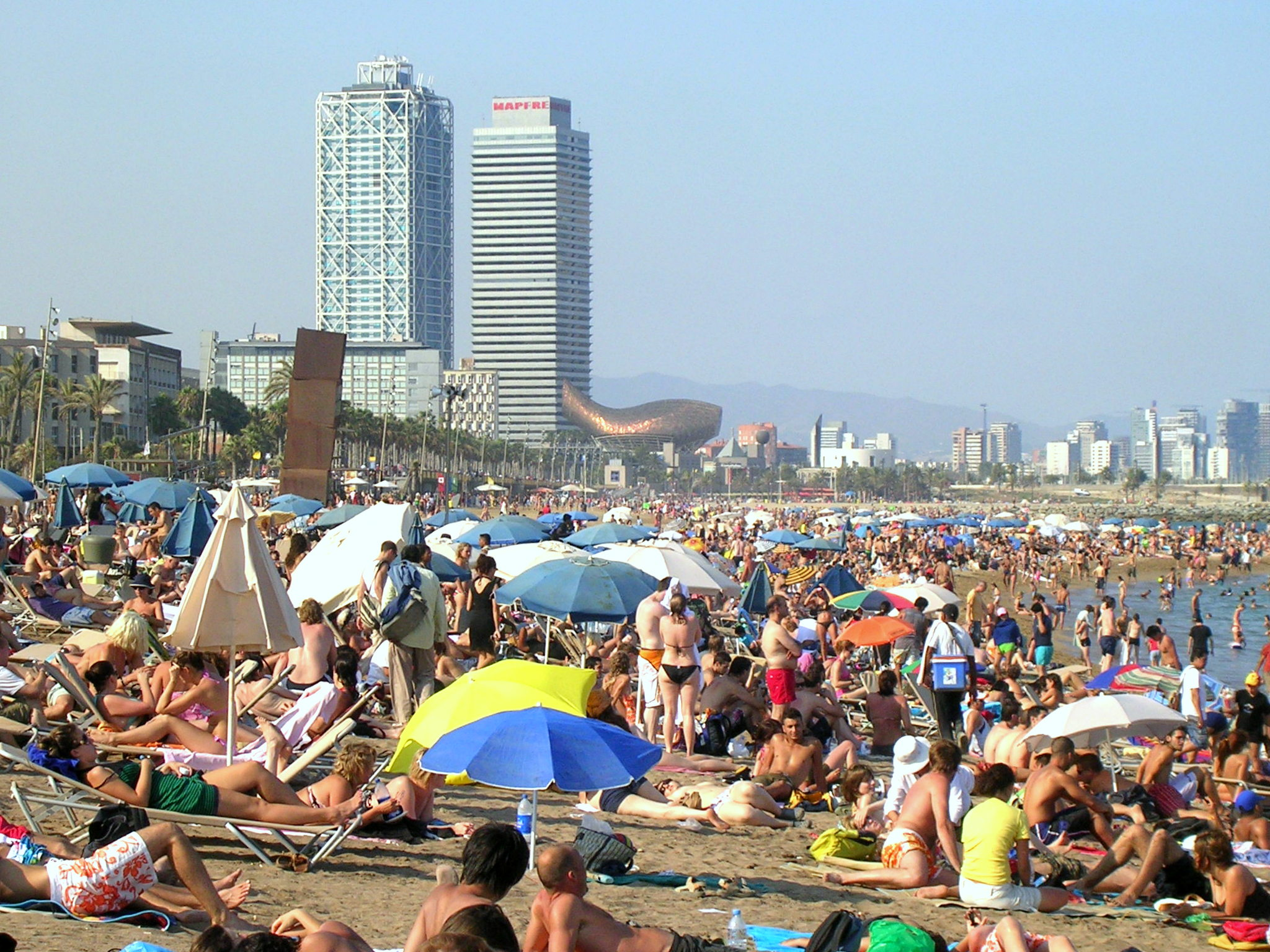
Turyści na plaży w Barcelonie

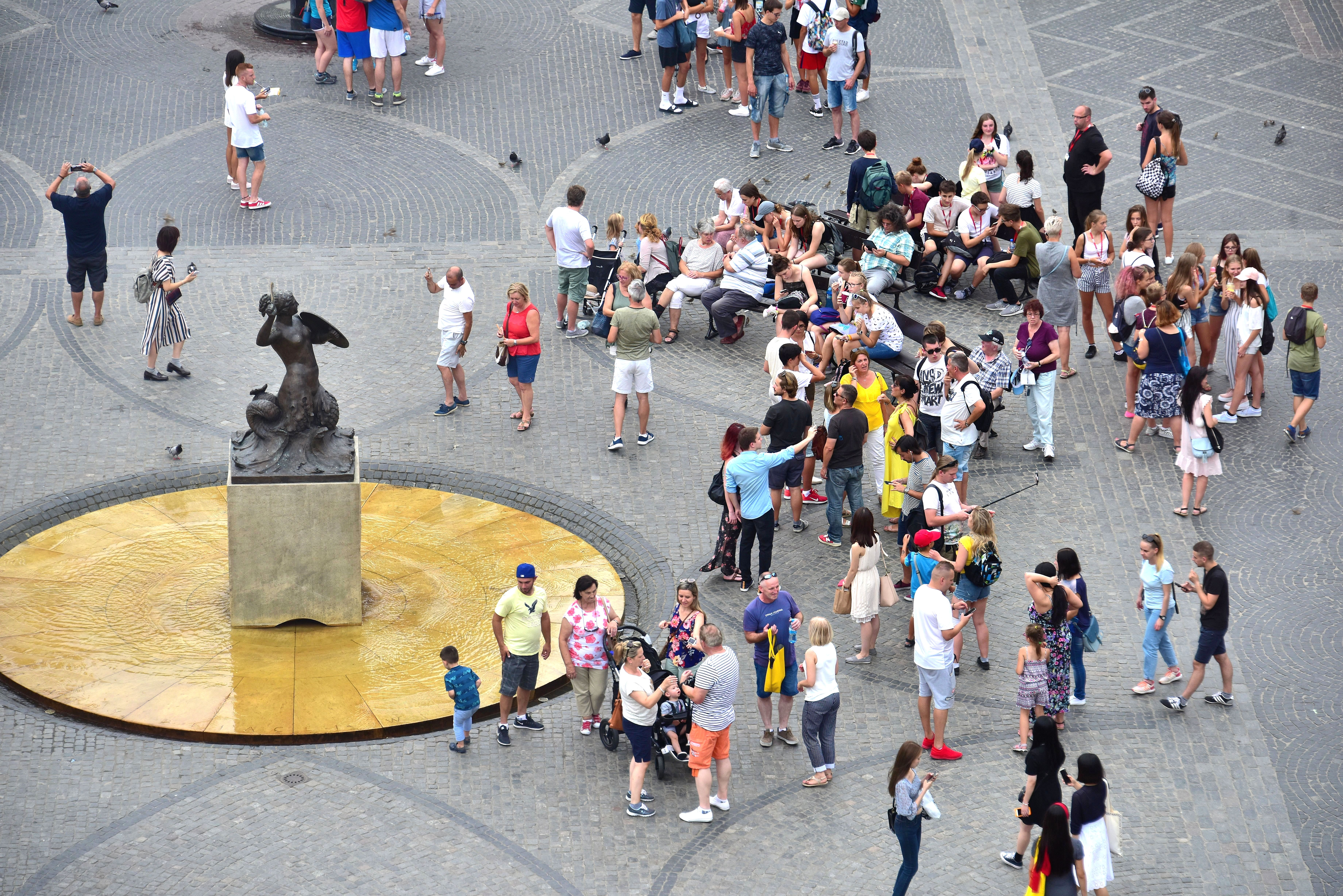
Turyści pod pomnikiem Syreny na Rynku Starego Miasta w Warszawie

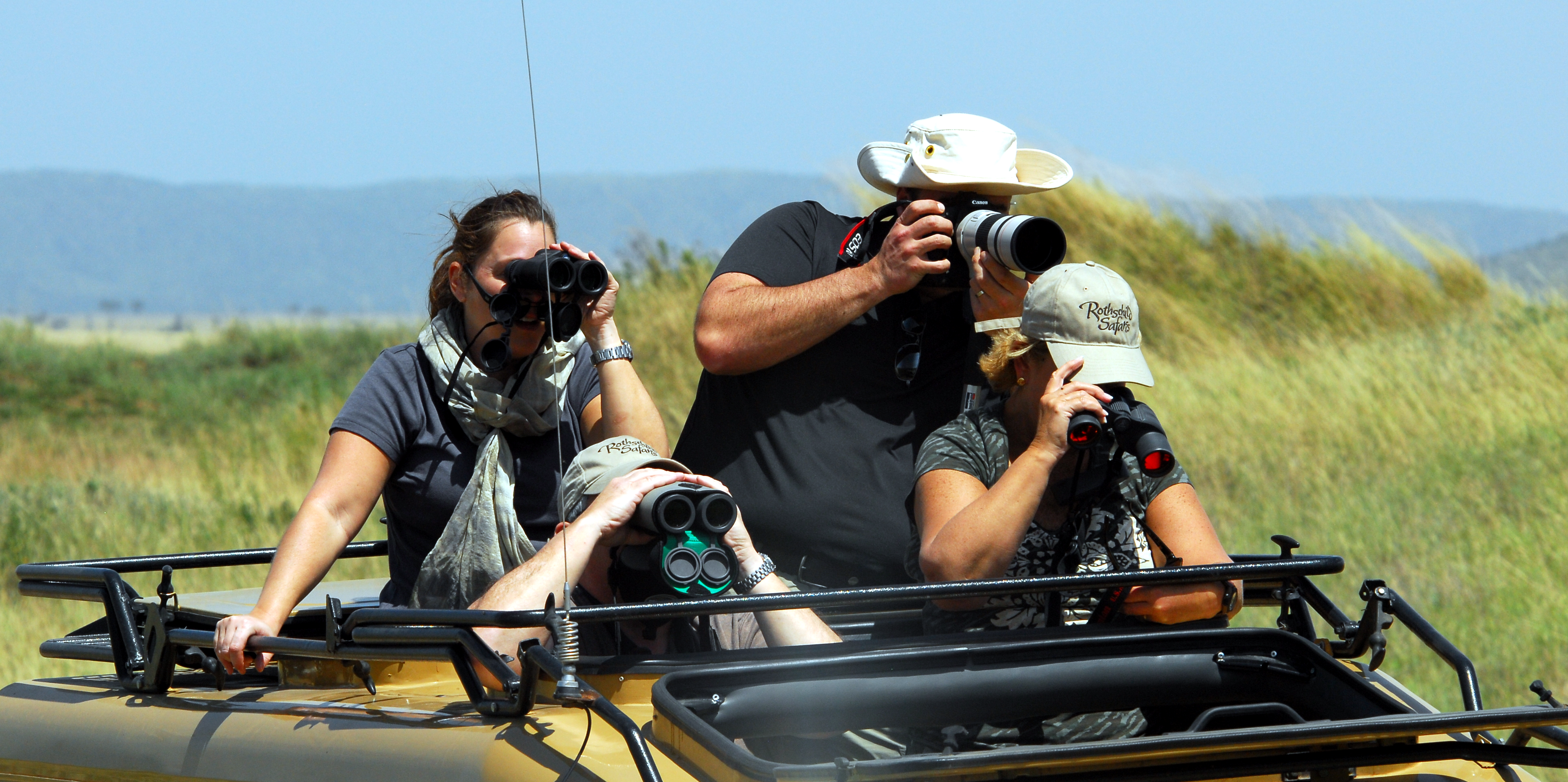
Turyści w Parku Narodowym Serengeti

Turystyka – zjawisko przestrzennej ruchliwości ludzi, które związane jest z dobrowolną zmianą miejsca pobytu, środowiska i rytmu życia. Obejmuje całokształt stosunków i zjawisk związanych z ruchem turystycznym. Najczęściej spotykaną definicją turystyki są następujące słowa: „Turystyka obejmuje ogół czynności osób, które podróżują i przebywają w celach wypoczynkowych, służbowych lub innych nie dłużej niż rok bez przerwy poza swoim codziennym otoczeniem”.
Turystyka jest powiązana z różnymi dziedzinami życia, co czyni ją zjawiskiem interdyscyplinarnym. Z punktu widzenia ekonomicznego turystyka należy do sektora usług, który to sektor jest najdynamiczniej rozwijającym się w gospodarce. Kraje wysoko rozwinięte mają duży udział usług w całej gospodarce, gdzie usługi turystyczne mają znaczący udział w działalności gospodarczej. Trzeba też dodać, że efekt ekonomiczny wynikający z ruchu turystycznego (zarówno krajowego, jak i międzynarodowego) nie jest związany wyłącznie z usługami czysto turystycznymi (hotelarstwem, gastronomią, obsługą ruchu turystycznego itp.). Na potrzeby turystyki działają także inne podmioty gospodarcze, takie jak bankowość, handel, gospodarka komunalna, transport itp. Szacuje się, że na jedno turystyczne miejsce noclegowe przypada nawet kilkunastu zatrudnionych w turystyce i poza nią.
Z punktu widzenia społecznego turystykę należy traktować jako wszystkie zjawiska czasowej i dobrowolnej podróży, które są związane ze zmianami w środowisku i rytmie życia. Odnosi się do osobistych kontaktów z naturalnymi, kulturowymi i społecznymi walorami odwiedzanego obszaru. Do turystyki zawsze należy przypisywać takie słowa jak poznanie, przeżycie, wypoczynek i rozrywka. Specyfika turystyki polega na zmianach. Może to być zmiana środowiska przyrodniczego, kulturowego bądź społecznego (lub wszystkich równocześnie), a także zmiana codziennego rytmu życia. Ważną wartością turystyki jest wchodzenie w styczność z przyrodą, kulturą lub ludźmi.
Turystykę należy też traktować jako zjawisko psychologiczne. Turystyka staje się coraz ważniejsza dla współczesnego człowieka, który podejmuje podróż pod wpływem różnych motywów. Ludzie różnią się między sobą, dlatego też będą uprawiać turystykę często pod wpływem różnych czynników. Człowiek podejmuje podróż wyobrażając ją sobie jeszcze przed wyjazdem i rozpatruje korzyści jakie mu ta podróż przyniesie. Dopiero w trakcie i po tej podróży jest w stanie ocenić czy spełniły się jego oczekiwania czy też nie.

## Definicja
Słowo turystyka pochodzi od francuskiego pojęcia tour, które oznacza wycieczkę, podróż kończącą się powrotem do miejsca skąd nastąpił wyjazd. W XVII wieku mianem tourist określano uczestników podróży po kontynencie europejskim (tzw. grand tour) podejmowanych przez arystokratyczną młodzież angielską, która po ukończeniu szkoły średniej wyjeżdżała m.in. do Francji i Włoch w celu kontynuacji nauki.
Światowa Organizacja Turystyki (UNWTO) definiuje turystykę jako ogół czynności osób, które podróżują i przebywają w celach wypoczynkowych, służbowych lub innych nie dłużej niż rok bez przerwy poza swoim codziennym otoczeniem, z wyłączeniem wyjazdów, w których głównym celem jest aktywność zarobkowa wynagradzana w odwiedzanej miejscowości. Definicja ta została przyjęta do celów statystycznych stąd m.in. ograniczenie czasu do roku itp.
Zgodnie z klasyfikacją NACE Rev. 2 turystyka obejmuje następujące obszary działalności:
- zakwaterowanie,
- działalność usługowa związana z wyżywieniem,
- działalność organizatorów turystyki, pośredników i agentów turystycznych oraz pozostała działalność usługowa w zakresie rezerwacji i działalności z nią związane,
- działalność twórcza związana z kulturą i rozrywką,
- działalność bibliotek, archiwów, muzeów oraz pozostała działalność związana z kulturą,
- działalność sportowa, rozrywkowa i rekreacyjna[6].

## Turystyka jako przedmiot badań
Turystyka jest zjawiskiem złożonym i wielopłaszczyznowym, które odnosi się do wielu aspektów życia człowieka. Dzięki turystyce człowiek regeneruje siły fizyczne i psychiczne, poznaje świat oraz kształtuje swoją osobowość. Turystyka stanowi także formę działalności gospodarczej, w ramach której wykształciły się różnego rodzaju usługi turystyczne oferowane podróżnym spośród których największe znaczenie mają: usługi noclegowe, usługi gastronomiczne oraz usługi transportowe.
Ze względu na swoją złożoność turystyka jest przedmiotem badań wielu dyscyplin naukowych: geografii (geografia turyzmu), psychologii, socjologii, pedagogiki, ekonomii (ekonomika turystyki), marketingu (marketing turystyczny), antropologii, historii, prawa, architektury (architektura krajobrazu), urbanistyki, ochrony środowiska, medycyny oraz etyki.
Turystyka stanowi przedmiot badań w następujących aspektach:
- przestrzennym (migracje turystyczne, zagospodarowanie turystyczne),
- ekonomicznym (rynek turystyczny, usługi turystyczne, skutki gospodarcze rozwoju turystyki),
- psychologicznym (potrzeby człowieka, motywy podjęcia podróży, cele podróży, przeżycia i zachowania w docelowym miejscu pobytu),
- społecznym (relacje między turystami a społecznościami odwiedzanymi, stereotypy społeczne, więzi społeczne),
- kulturowym (turystyka jako funkcja kultury, oddziaływania między kulturą reprezentowaną przez turystów a kulturą społeczności odwiedzanych).

## Historia turystyki

### Starożytność

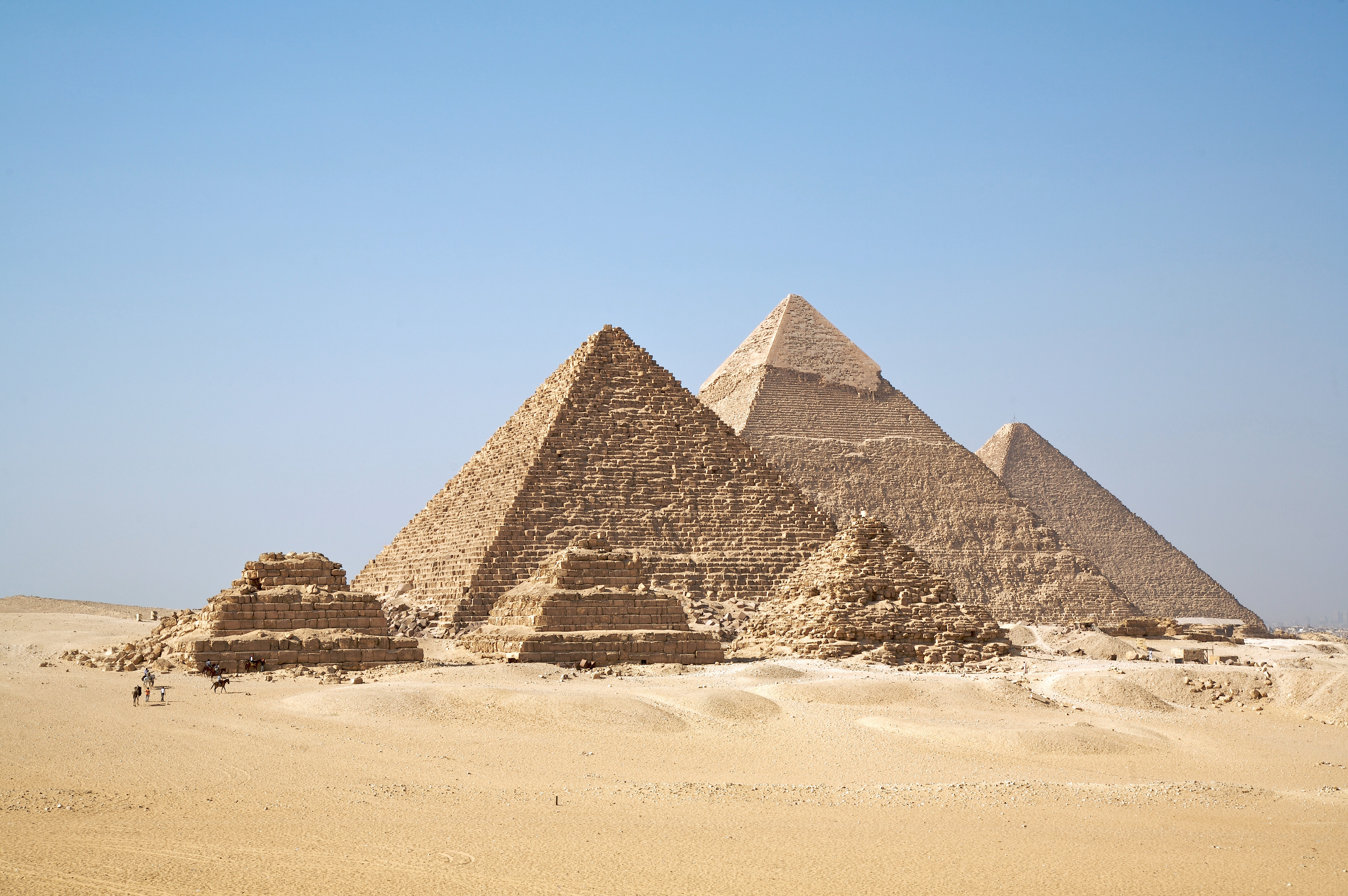
Piramidy w Gizie

Pierwsze podróże o charakterze turystycznym pojawiły się w Starożytnym Egipcie. Ludzie przemieszczali się aby brać udział w obchodach świąt religijnych oraz podziwiać ogromne budowle, zwłaszcza piramidy.
Cele religijne dominowały w podróżach podejmowanych przez starożytnych Greków, którzy udawali się głównie do wyroczni w Delfach oraz świątyni Zeusa w Olimpii. Poza tym tysiące osób przybywało na rozgrywane co cztery lata igrzyska olimpijskie. W starożytnej Grecji nie budowano dróg, dlatego zdecydowana większość wypraw odbywała się drogą morską.
Całkiem inaczej sytuacja wyglądała w starożytnym Rzymie, który pokrywała gęsta sieć dróg i zajazdów, a kwestie bezpieczeństwa podróżujących regulowano w przepisach prawnych. Rzymianie dla celów leczniczych i wypoczynkowych udawali się do rozmieszczonych na obszarze całego Imperium kurortów, spośród których największą popularnością cieszyły się: Baden-Baden, Baile Herculane, Vichy, Baiae, Neapol, Capri, Bath, Puteoli.

### Średniowiecze i renesans

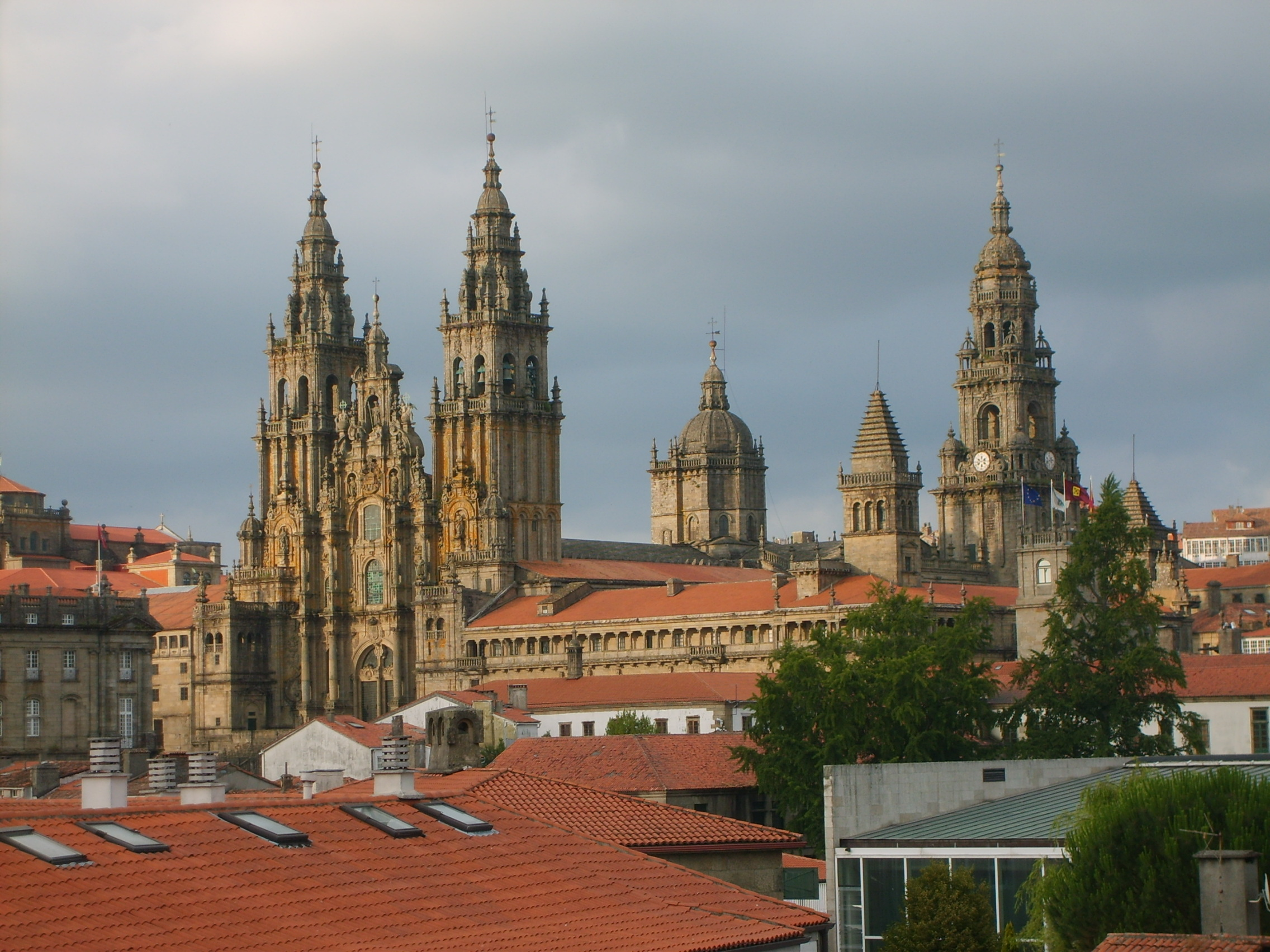
Katedra w Santiago de Compostela

W średniowieczu najważniejszymi powodami podróży były motywy religijne. Chrześcijanie podróżowali głównie do Rzymu, Ziemi Świętej i grobu apostoła Jakuba w Santiago de Compostela. Pielgrzymowali również hinduiści i buddyści, natomiast wyprawy Arabów podejmowane były najczęściej w celach handlowych. Młodzi europejscy arystokraci wyjeżdżali po nauki do zagranicznych uniwersytetów aby poszerzać swoją wiedzę (m.in. Uniwersytet Boloński, Uniwersytet w Padwie).
Okresy średniowiecza i renesansu znane są także z wypraw pojedynczych podróżników – do najsłynniejszych należą: podróż Marco Polo do Chin, Francesco Petrarki w Alpy Prowansalskie oraz Muhammada Ibn Battuty po Azji, Afryce i Europie. Na XIV i XV wiek przypadają Wielkie Podróże Geograficzne związane m.in. z odkrywaniem drogi morskiej do Indii oraz odkryciem Ameryki przez Krzysztofa Kolumba w 1492 roku.

### XVII i XVIII wiek

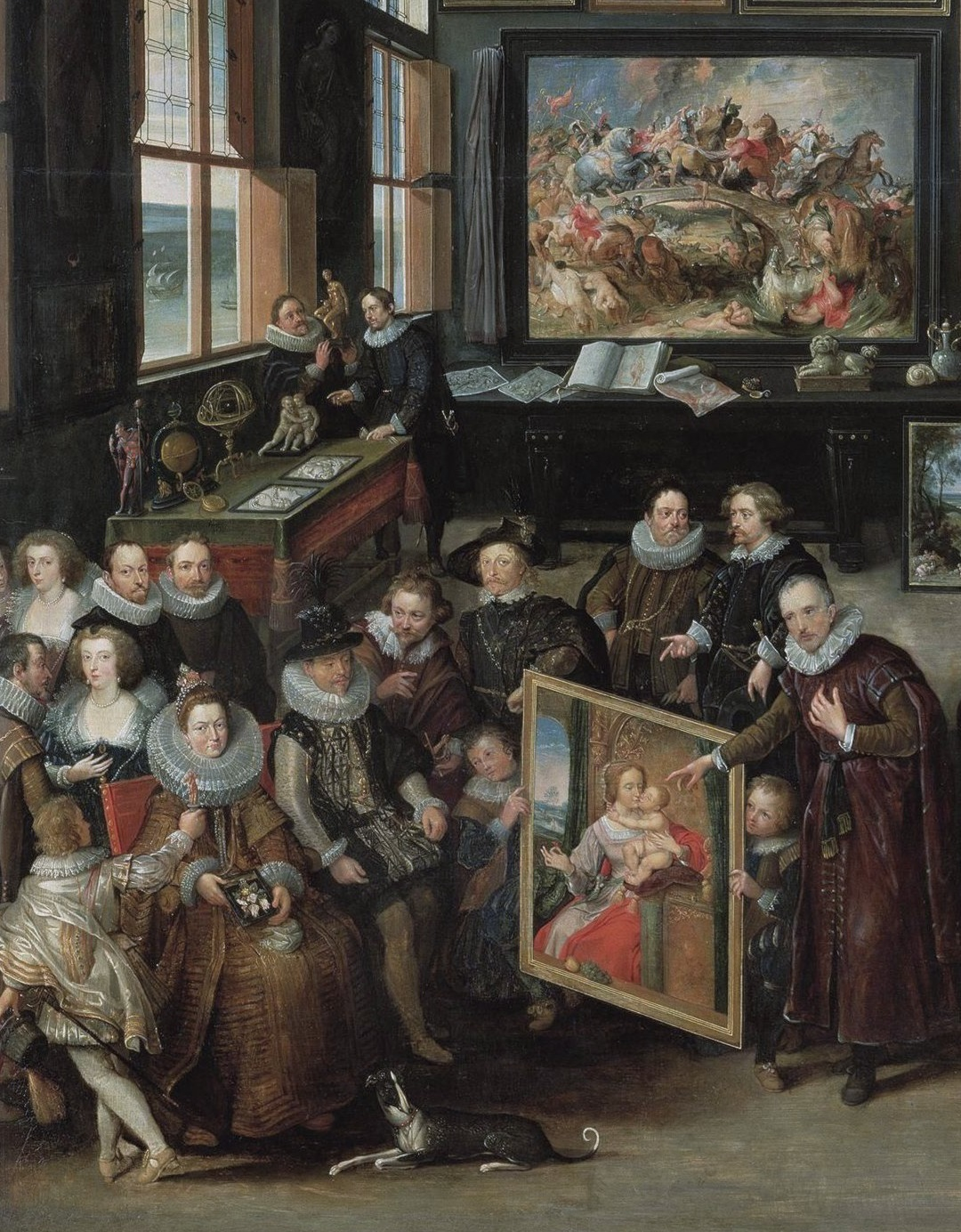
Królewicz Władysław Zygmunt Waza podziwiający galerię Cornelisa van der Geesta w Brukseli w 1624 r.

W XVII wieku podróże w celach poznawczych, wypoczynkowych i zdrowotnych zaczęły nabierać coraz większego znaczenia. Transport na dalsze odległości odbywał się powozami konnymi, powstawały linie dyliżansowe, turystyka stawała się źródłem dochodu dla osób zajmujących się obsługą podróżnych. W 1624 r. młody królewicz Władysław Zygmunt Waza, najstarszy syn i spadkobierca Zygmunta III, wyruszył w podróż po Europie, jak to było w zwyczaju szlachty polskiej. Trasa podróży wiodła przez terytoria obecnych Niemiec, Belgii, Holandii (gdzie oglądał oblężenie Bredy przez wojska hiszpańskie), Francję, Szwajcarię do Włoch, Austrii i Czech.
Najważniejszym wydarzeniem w tym okresie były podróże (zwane z francuska Grand Tour) młodych angielskich arystokratów na kontynent, w których brało udział ok. 20 tys. osób rocznie. Podróże trwały od kilku miesięcy do kilku lat. Młodzi Anglicy docierali również w Alpy stając się prekursorami alpinizmu. Dzięki coraz liczniejszym wizytom osób zainteresowanych zdobyciem Mont Blanc i innych alpejskich szczytów, pasterskie osady zaczęły przekształcać się w ośrodki turystyki górskiej (np. Chamonix, Grindelwald, Zermatt). Najwyższy szczyt Alp został zdobyty w 1786 przez Michela Paccarda i Jacques’a Balmata.
W XVII i XVIII wieku bardzo popularne wśród zamożnych mieszkańców państw europejskich były miejscowości uzdrowiskowe, spośród których największym zainteresowaniem cieszyły się: Bath (popularne również w starożytności), Aix-les-Bains, Vichy, Évian, Baden-Baden, Marienbad, Karlsbad oraz Spa. Polska szlachta, poza Spaa i Karlsbadem, jeździła również do saskiego Pyrmontu, śląskich Cieplic, a także do rodzimego Szkła czy znacznie bliższych Drużbak na Spiszu i Kąpieli Bardejowskich. Te ostatnie stały się sławne wśród mieszkańców Galicji już w latach 80. XVIII w..
Koniec XVIII wieku przyniósł ze sobą rewolucję przemysłową, która wiązała się ze wzrostem urbanizacji i zwiększoną migracją ludzi ze wsi do miast.

### XIX i XX wiek

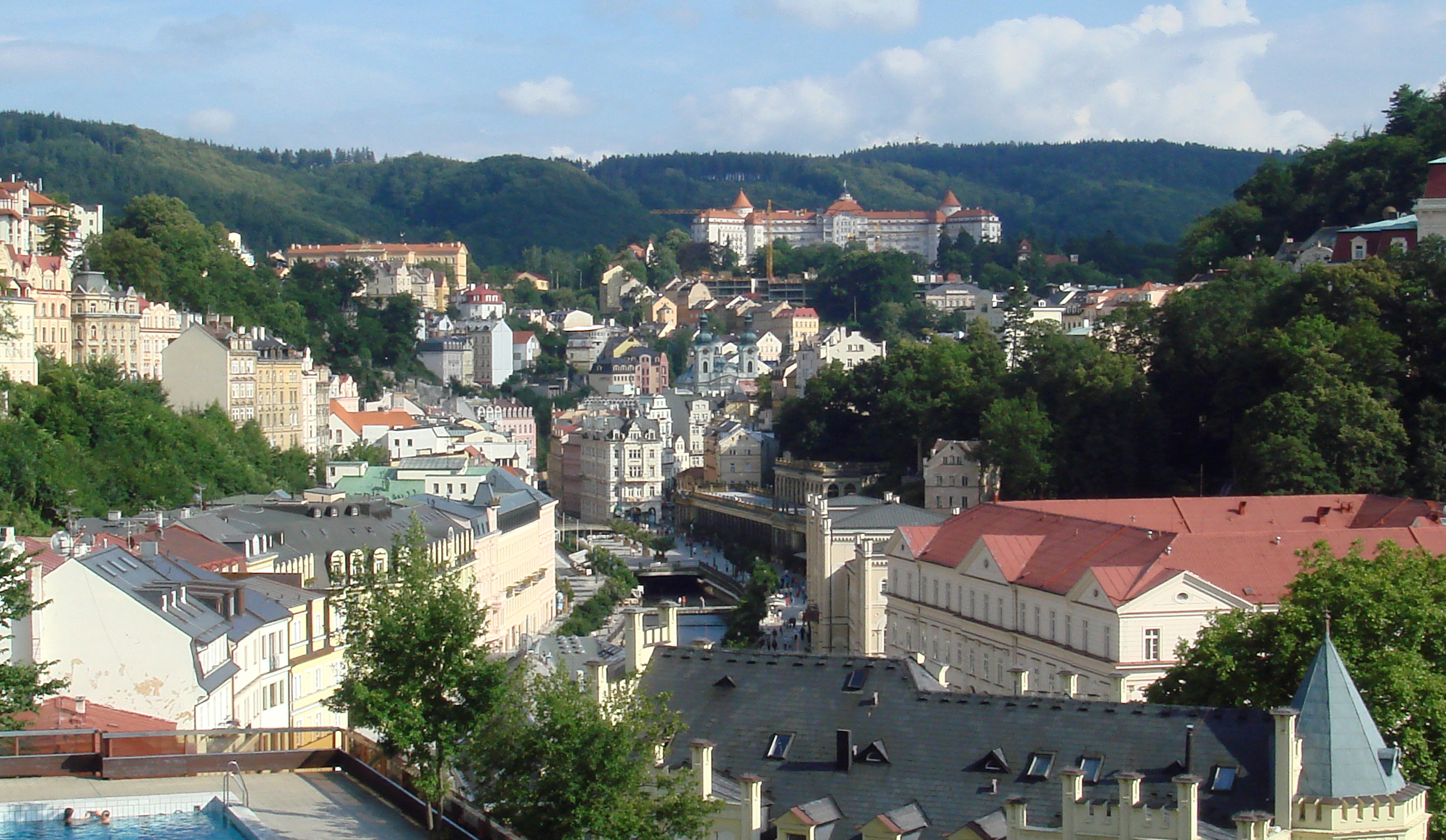
Karlowe Wary

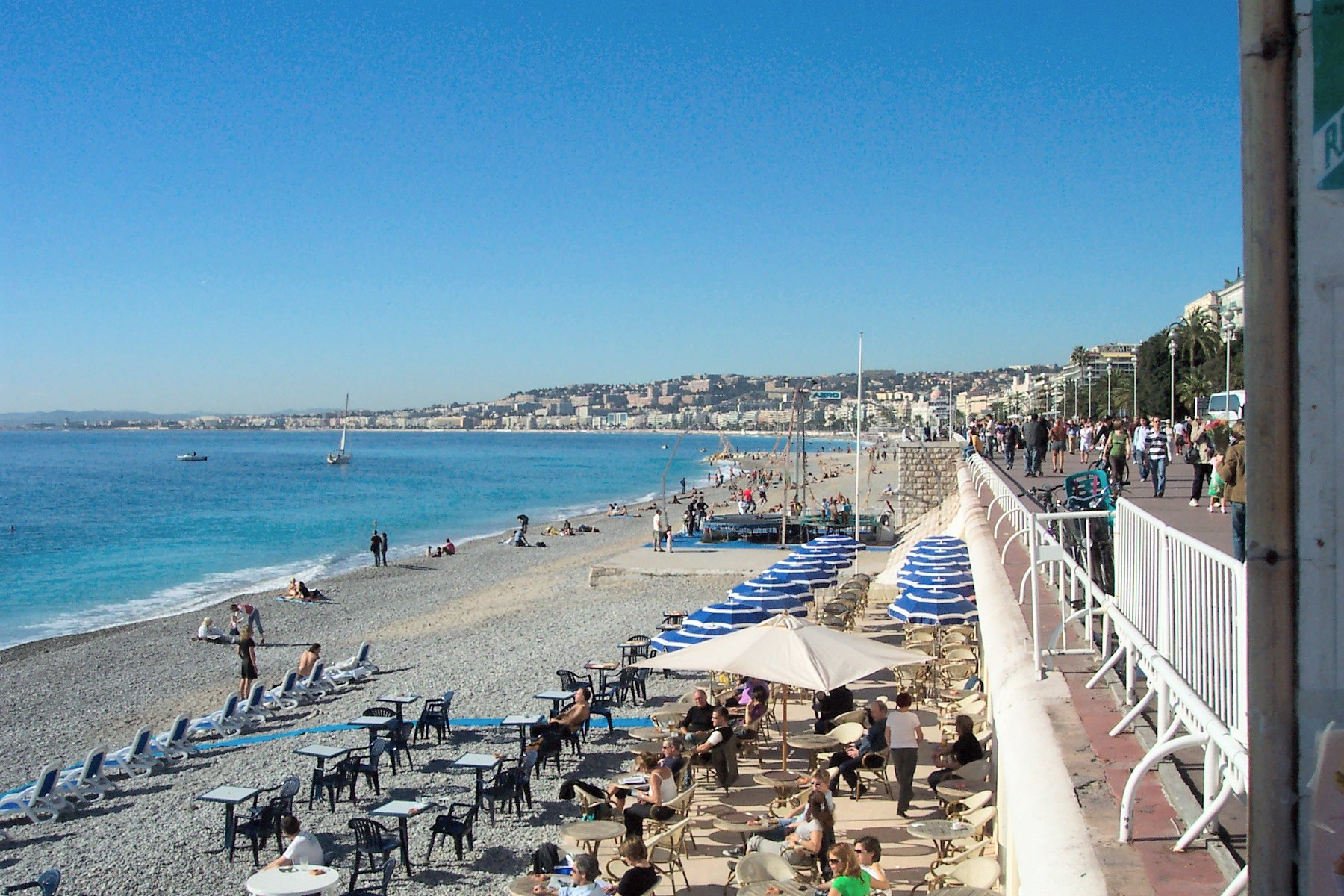
Lazurowe Wybrzeże

Wiek XIX okazał się dla turystyki przełomowy. Dotychczas, ze względu na wysokie koszty, podróże w celach wypoczynkowych podejmowała jedynie elita społeczna. Wraz ze skróceniem czasu pracy, rozwojem środków transportu, przemysłu, urbanizacji i wzrostu poziomu kulturalnego turystyka nabrała masowego charakteru. Dzięki zastosowaniu w kolejnictwie i żegludze maszyny parowej podróże stały się wygodniejsze, krótsze, a przede wszystkim znacznie tańsze.
Pierwszą linię kolejową utworzono w 1825 w Anglii. Pod koniec XIX wieku w Europie istniała już bardzo gęsta sieć kolejowa. W 1883 na trasie Paryż–Konstantynopol rozpoczął kursować słynny Orient Express. Na przełomie XIX i XX wieku zaczął się rozwijać transport samochodowy. W 1885 Gottlieb Daimler zbudował silnik spalinowy, natomiast w 1903 Henry Ford rozpoczął produkcję samochodów na większą skalę. Pierwsza autostrada powstała we Włoszech w 1924. Pasażerski transport lotniczy rozwijał się intensywnie od zakończenia II wojny światowej.
W 1841 Thomas Cook założył w Anglii pierwsze biuro podróży. Cook był organizatorem pierwszej zorganizowanej wycieczki, która odbyła się pociągiem na trasie Leicester–Loughborough. W tym okresie turyści odwiedzali głównie miasta historyczne z licznymi zabytkami (np. Rzym, Paryż, Wenecja, Florencja), uzdrowiska (np. Karlowe Wary, Baden-Baden, Spa, Bath, Aix-les-Bains), obszary nadmorskie (np. Lazurowe Wybrzeże) i obszary górskie (np. Davos, Arosa, Bad Gastein). Dla popularyzacji turystyki zimowej duże znaczenie miało powstanie pierwszych ośrodków narciarskich (Sestriere, Le Revard, Meribel) oraz zorganizowanie w Chamonix pierwszych zimowych igrzysk olimpijskich. Poza tym powoływano do życia towarzystwa i stowarzyszenia turystyczne: Alpine Club (1857), Österreichischer Alpenverein (1862), Schweizer Alpen Club (1863) i Club Alpino Italiano (1863). W 1882 w Szwajcarii powołano pierwsze zrzeszenia hotelarzy.
Po II wojnie światowej (zwłaszcza od lat 50.) nastąpił gwałtowny wzrost wyjazdów turystycznych przede wszystkim w coraz bogatszych krajach Europy Zachodniej i Ameryki Północnej. Najpopularniejszym regionem turystycznym był wówczas basen Morza Śródziemnego (zwłaszcza wybrzeża Francji, Hiszpanii i Włoch). W latach 60. i 70. intensywnie rozwijała się turystyka narciarska, zbudowano wtedy większość alpejskich stacji narciarskich. W kolejnych latach wykształcały się regiony turystyczne położone poza Europą (wyspy na Morzu Karaibskim, Zatoce Meksykańskiej i Oceanii). W latach 80. zaczęto dostrzegać negatywny wpływ turystyki masowej na środowisko przyrodnicze i społeczności lokalne, w związku z czym pojawiła się idea turystyki zrównoważonej, której celem jest minimalizacja negatywnego wpływu turystyki.

### Wydarzenia w Polsce

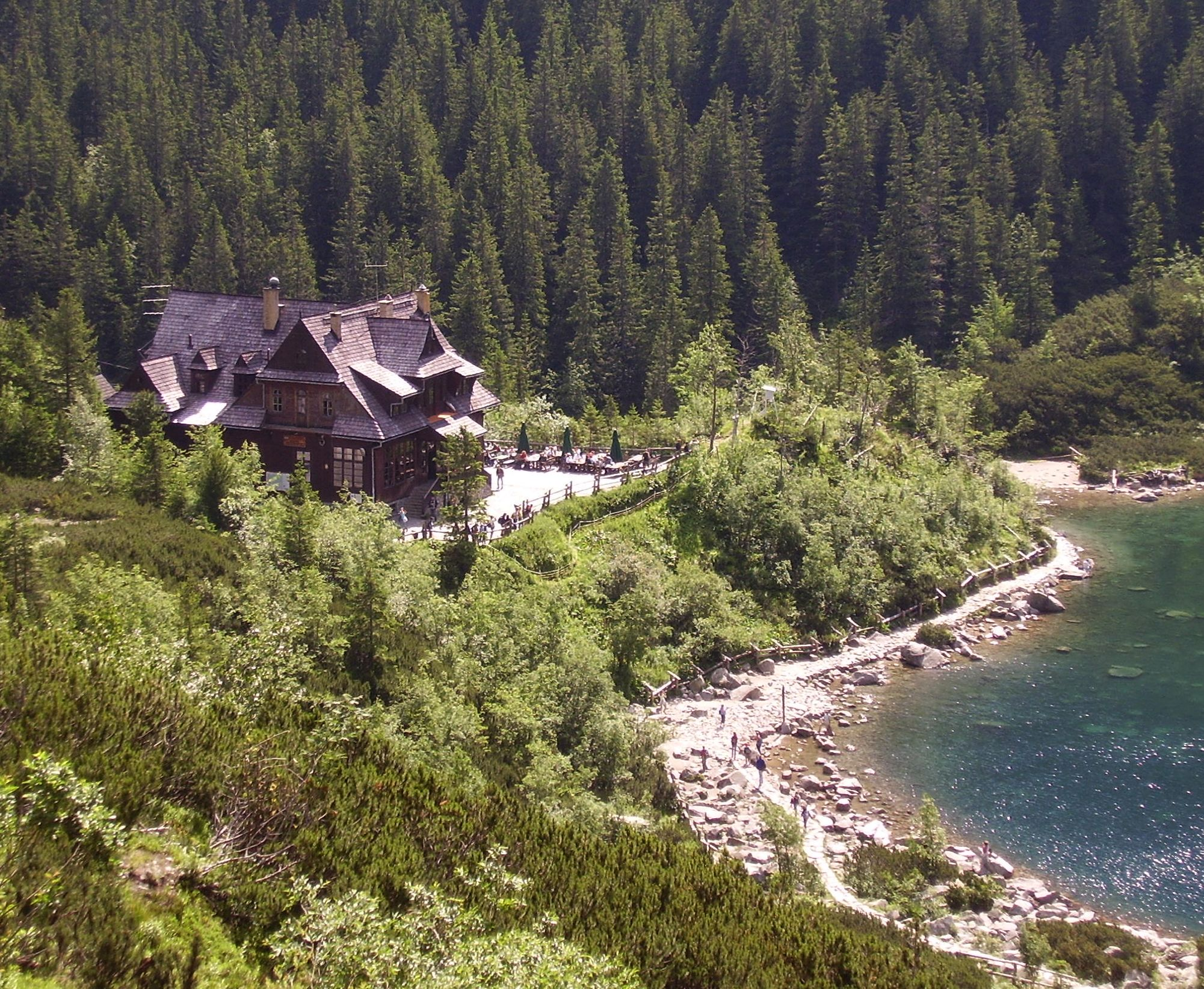
Schronisko PTTK przy Morskim Oku

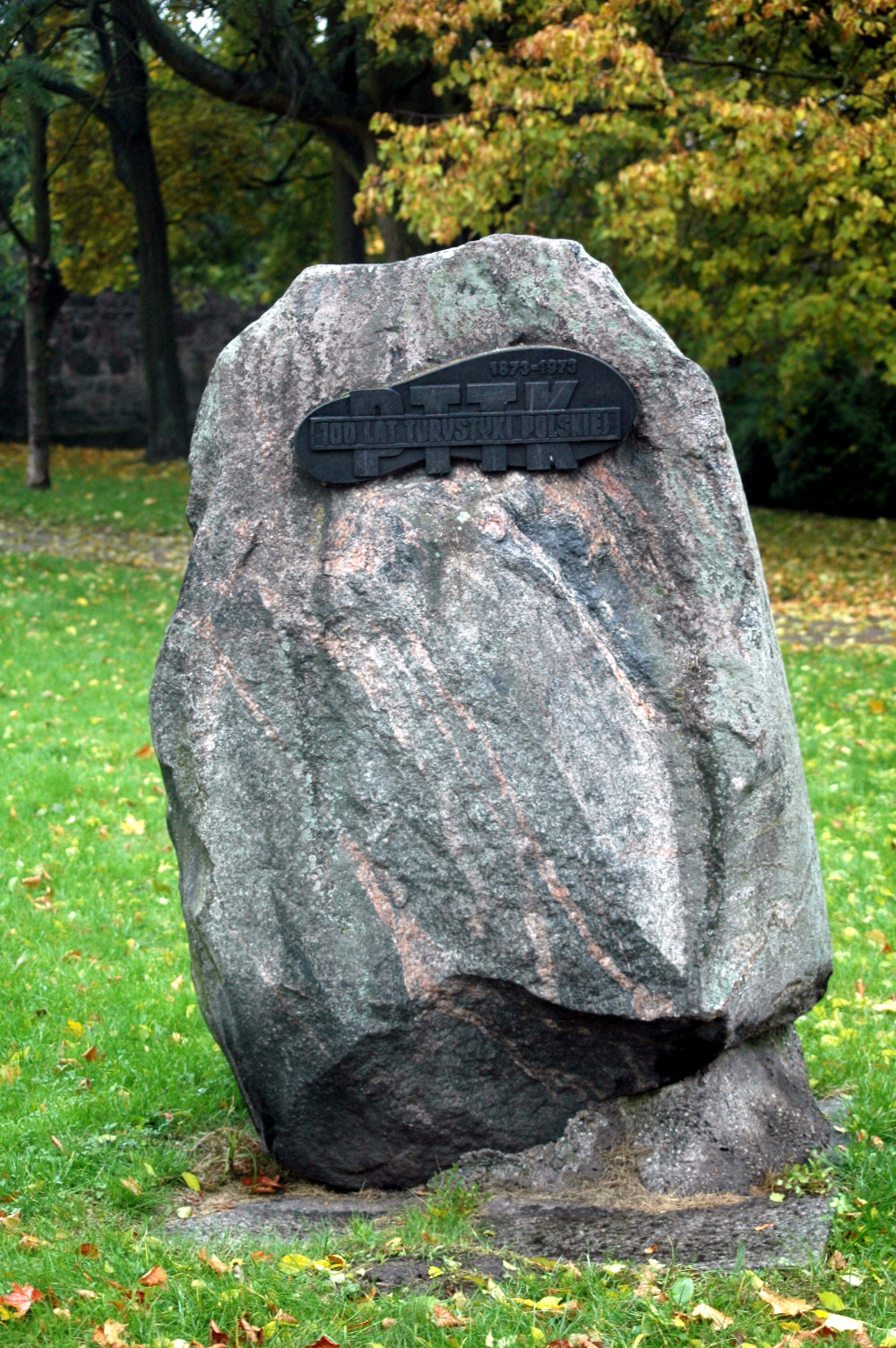
Głaz w Stargardzie postawiony z okazji 100 lat polskiej turystyki (1873-1973)

- XI wiek – sporadyczne podróże, głównie w celach handlowych, religijnych i dyplomatycznych,
- XIV wiek – początek wypraw młodzieży do uniwersytetów w zachodniej Europie,
- XVI wiek – pielgrzymki arystokratów do Ziemi Świętej,
- 1563 – pierwsza udokumentowana polska podróż Beaty Łaskiej w Tatry do Zielonego Stawu Kieżmarskiego,
- 1604 – w Krakowie ukazał się przewodnik Adama Jarzębskiego Pielgrzym Polski albo krótkie Rzymu i miast pomniejszych opisanie,
- XIX wiek – dynamiczny rozwój miejscowości uzdrowiskowych,
- 1805 – Stanisław Staszic opisał swoje przeżycia z wędrówek po Tatrach w książce O ziemiorództwie gór dawnej sarmacji a później Polski,
- 1820 – w Warszawie ukazał się przewodnik Józefa Wawrzyńca Krasińskiego Przewodnik dla podróżujących w Polsce i Rzeczypospolitej Krakowskiej (w języku francuskim; w języku polskim wydany został w 1821)[9]
- 1867 – powstało Polskie Towarzystwo Gimnastyczne „Sokół”,
- 1873 – utworzono Galicyjskie Towarzystwo Tatrzańskie z inicjatywy Feliksa Pławickiego, Tytusa Chałubińskiego, Adolfa Tetmajera i Józefa Stolarczyka,
- 1874 – Towarzystwo Tatrzańskie zbudowało pierwsze schronisko im. Stanisława Staszica nad Morskim Okiem,
- 1906 – z inicjatywy Hugona Zapałowicza na Markowych Szczawinach pod Babią Górą powstało pierwsze polskie schronisko w Beskidach Zachodnich,
- 1906 – założone zostało Polskie Towarzystwo Krajoznawcze,
- 1919 – przy Ministerstwie Robót Publicznych powołano Referat Turystyki[10],
- 1920 – we Lwowie powstało biuro podróży Orbis,
- 1936 – wybudowano kolej linową na Kasprowy Wierch w Tatrach,
- 1936 – w Krakowie rozpoczęło funkcjonowanie Studium Turyzmu Uniwersytetu Jagiellońskiego,
- 1936 – powołano Ligę Popierania Turystyki,
- 1937 – powstała Ogólnokrajowa Spółdzielnia Turystyczna „Gromada”
- 1949 – utworzony został Fundusz Wczasów Pracowniczych,
- 1950 – w wyniku połączenia Polskiego Towarzystwa Tatrzańskiego i Polskiego Towarzystwa Krajoznawczego powstało Polskie Towarzystwo Turystyczno-Krajoznawcze,
- 1989 – po przemianach ustrojowych turystyka uzyskała sprzyjające możliwości rozwoju,
- 1999 – powstała Polska Organizacja Turystyczna.

## Rodzaje turystyki

### Kryteria podziału
Podstawowym kryterium podziału turystyki jest główny motyw podróży osoby wyjeżdżającej. Przy tym kryterium wyróżnia się następujące rodzaje turystyki:
- turystyka poznawcza
- turystyka wypoczynkowa
- turystyka kwalifikowana
- turystyka zdrowotna
- turystyka biznesowa
- turystyka religijna

Poza głównym motywem wyjazdu, stosowanych jest wiele innych kryteriów podziału turystyki np.:
- liczba uczestników (turystyka indywidualna, turystyka zbiorowa),
- wiek uczestników (turystyka szkolna, turystyka studencka, turystyka seniorów),
- środek transportu (podobnie jak przy szlaku turystycznym – turystyka samochodowa, turystyka rowerowa, turystyka autokarowa, turystyka kolejowa, turystyka lotnicza, turystyka piesza, turystyka konna),
- czas pobytu (turystyka krótkoterminowa, turystyka długoterminowa),
- miejsce zakwaterowania (turystyka hotelowa, turystyka parahotelowa),
- pora wyjazdu (turystyka zimowa, turystyka letnia),
- sposób organizacji wyjazdu (turystyka zorganizowana, turystyka niezorganizowana),
- używany sprzęt turystyczny (turystyka narciarska, turystyka kajakowa, turystyka wspinaczkowa)

### Wybrane rodzaje turystyki

#### Wybrane formy turystyki poznawczej

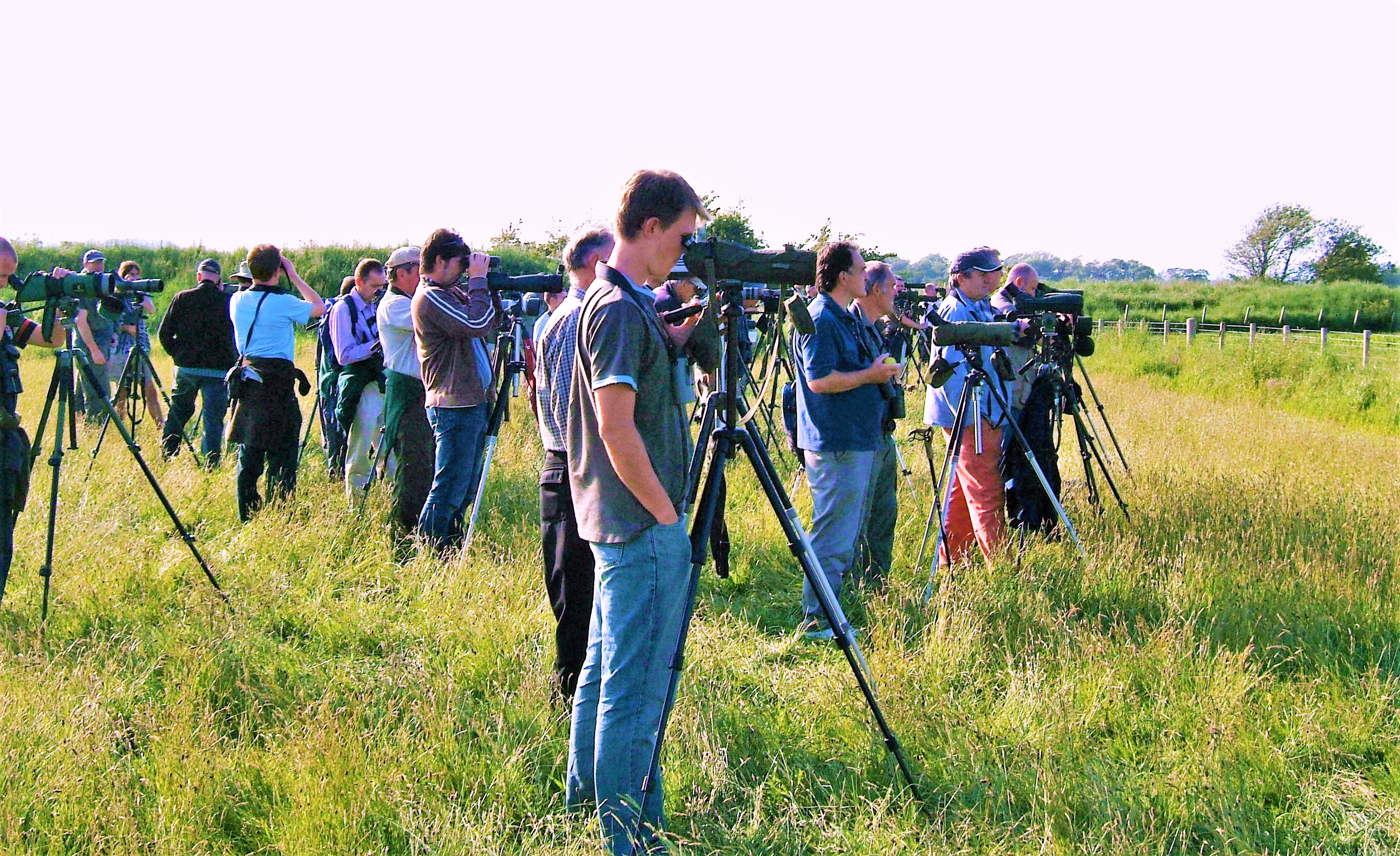
Birdwatching w Szkocji

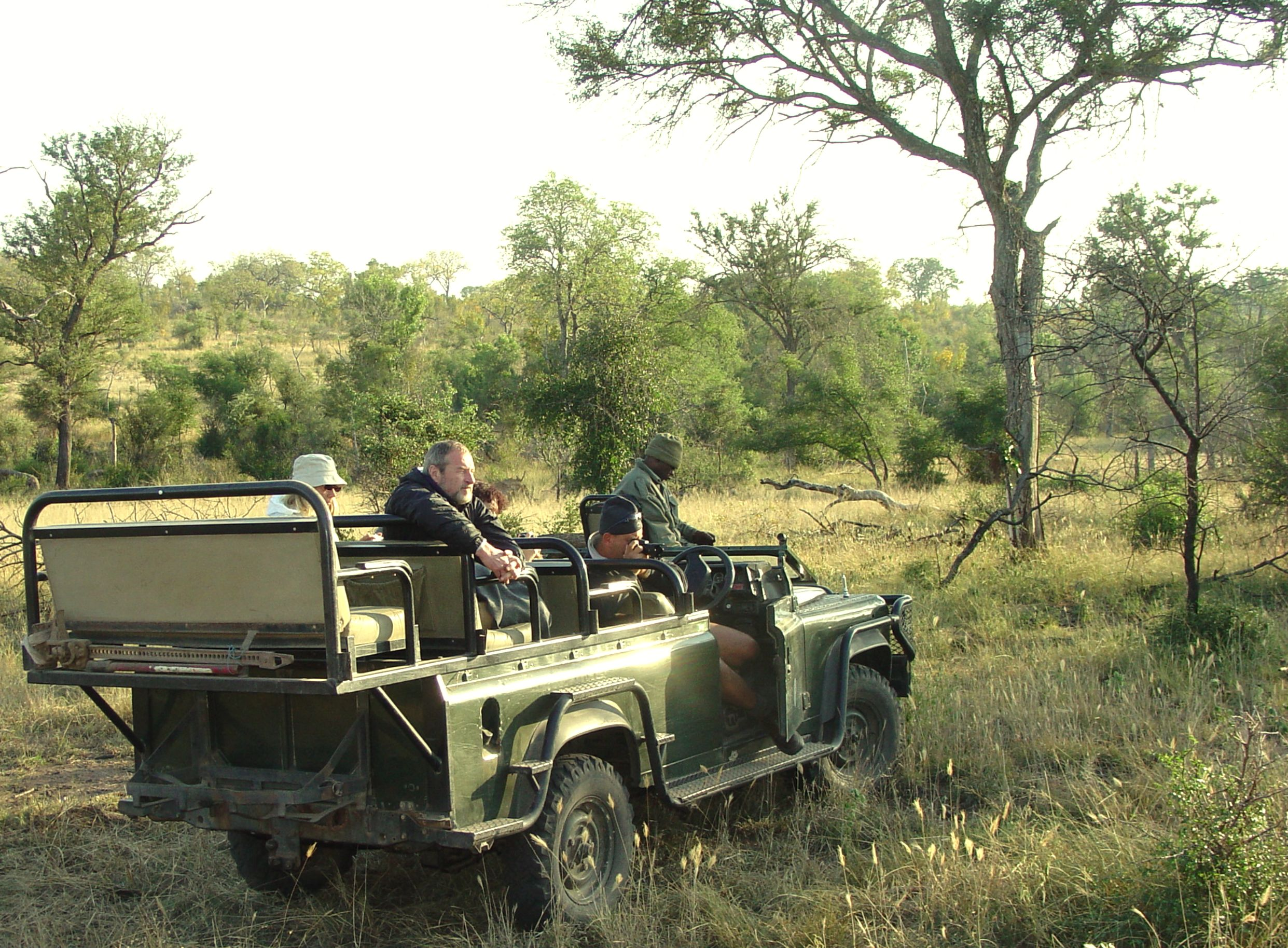
Safari w Afryce

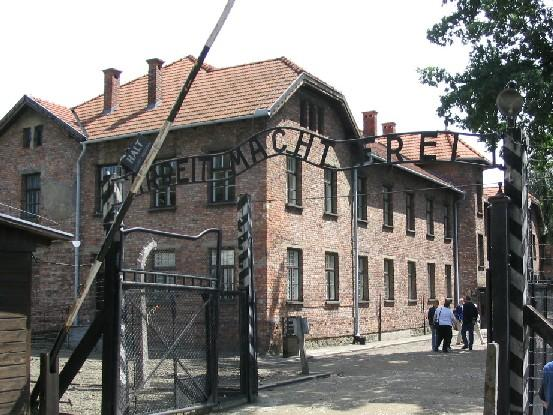
Obóz Auschwitz-Birkenau

- turystyka przyrodnicza – podróże mające na celu obserwowanie i poznawanie przyrody: roślin, zwierząt, form geologicznych, obszarów wodnych,
- birdwatching – obserwowanie ptaków w ich naturalnych siedliskach,
- turystyka polarna – podróże na obszary podbiegunowe, samotne wyprawy w Arktyce i na Antarktydzie, rejsy statkami po Morzu Arktycznym i wokół Antarktydy,
- geoturystyka – wyjazdy mające na celu poznawanie form geologicznych (wulkany, jaskinie itd.) i terenów górniczych; w Polsce od 2006 roku funkcjonuje Małopolski Szlak Geoturystyczny,
- ekoturystyka – forma turystyki, która wykształciła się jako alternatywa w stosunku do turystyki masowej, minimalizowanie negatywnego wpływu turystów na środowisko przyrodnicze i społeczności lokalne,
- safari – podróże, najczęściej samochodem, których celem jest obserwowanie i fotografowanie dzikich zwierząt, szczególnie popularne w Afryce,
- turystyka krajoznawcza – wyjazdy, których głównych motywem jest chęć zwiedzenia określonego obiektu, miejscowości lub regionu; szczególnie popularna w szkołach, gdzie organizowane są wycieczki przedmiotowe, zielone szkoły, biwaki itp.,
- turystyka kulturowa – odwiedzanie miejsc, w których znajdują się walory materialne i niematerialne ważne ze względów kulturowych, artystycznych i historycznych; ruch turystyczny koncentruje się przede wszystkim w miastach, w których zlokalizowane są zabytki, instytucje i wydarzenia kulturalne (w tym zakresie występuje turystyka kultury wysokiej); istnieją także specjalne szlaki turystyczne np. szlak cysterski,
- turystyka filmowa – podróże do miejsc, w których realizowano znane produkcje filmowe np. wycieczki śladami miejsc zaprezentowanych w filmach Kod da Vinci czy plenerów Władcy Pierścieni,
- turystyka etniczna – wyjazdy mające na celu poznanie grup społecznych odmiennych kulturowo,
- turystyka sentymentalna – podróże do miejsc urodzenia i pochodzenia, które przybywający do tych miejsc musieli opuścić ze względów politycznych lub ekonomicznych,
- turystyka kulinarna – podróże do miejsc, w których wytwarzane są określone produkty żywnościowe lub w których organizowane są festiwale kulinarne; jednym z rodzajów turystyki kulinarnej jest enoturystyka, w której przedmiotem zainteresowania turystów jest wino,
- turystyka festiwalowa – wyjazdy na festiwale filmowe, festiwale muzyczne, festiwale teatralne, wystawy kulturalne, parady, koncerty rozrywkowe itp.
- fanoturystyka – wyjazdy związane z chęcią uczestnictwa w wydarzeniach sportowych,
- turystyka lingwistyczna – podróże zagraniczne, których celem jest nauka języka obcego,
- turystyka wolontariuszy – stanowi połączenie poznawania świata i dobrowolnej pomocy społeczności odwiedzanej, która może polegać na walce z ubóstwem, pomocy w ochronie środowiska przyrodniczego lub wzięciu udziału w badaniach naukowych.

#### Wybrane formy turystyki wypoczynkowej

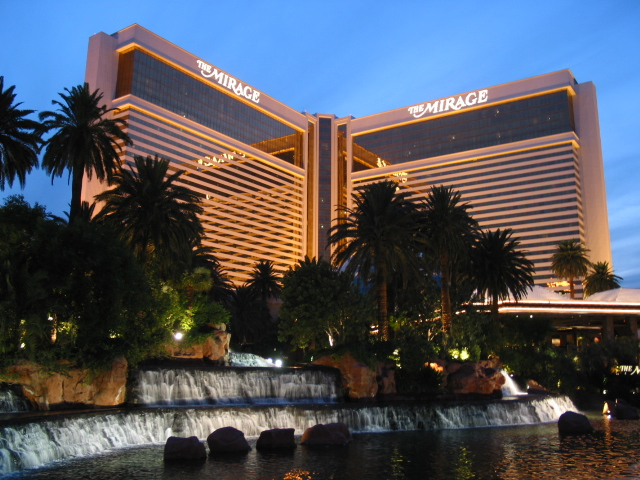
Kasyno w Las Vegas

- agroturystyka – wypoczynek w gospodarstwach rolnych oferujących produkty własnego wyrobu oraz dające możliwość zapoznania się z systemem produkcji rolnej,
- turystyka handlowa – głównym celem wyjazdu jest nabywanie produktów i usług w miejscu pobytu; szczególną formą turystyki handlowej jest turystyka przygraniczna,
- turystyka rozrywkowa – wypoczynek w miejscach zapewniających spędzanie wolnego czasu w formie różnego rodzaju zabaw np. parki rozrywki, parki tematyczne i kasyna,
- clubbing – wyjazdy trwające kilka dni, mające na celu uczestnictwo w imprezach odbywających się w klubach,
- turystyka morska – wypoczynek na jachtach, statkach pasażerskich i promach morskich; jedną z form turystyki morskiej jest cruising, czyli wycieczka morska, w ramach której zwiedza się kolejne porty morskie, natomiast podczas rejsu korzysta się z bogatej oferty rozrywkowej,
- turystyka seksualna – najważniejszym celem wyjazdu jest nawiązywanie kontaktów seksualnych z przedstawicielami społeczności lokalnej; turystyka seksualna powoduje wiele negatywnych skutków społecznych takich jak m.in. wzrost zachorowań na AIDS, rozwój alkoholizmu i prostytucji.
- turystyka militarna – wypoczynek w miejscach o ciekawej historii militarnej
- turystyka LGBT – wypoczynek osób ze środowisk LGBT na specjalnie zorganizowanych turach (np. wycieczki statkiem) lub w ośrodkach turystycznych o tolerancyjnym i przyjaznym nastawieniu (np. Puerto Vallarta).

#### Wybrane formy turystyki kwalifikowanej

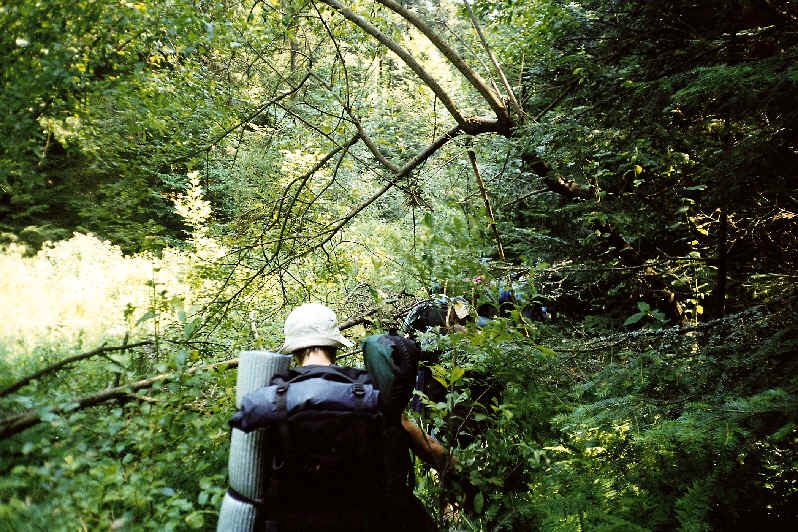
Backpacking w Beskidzie Niskim

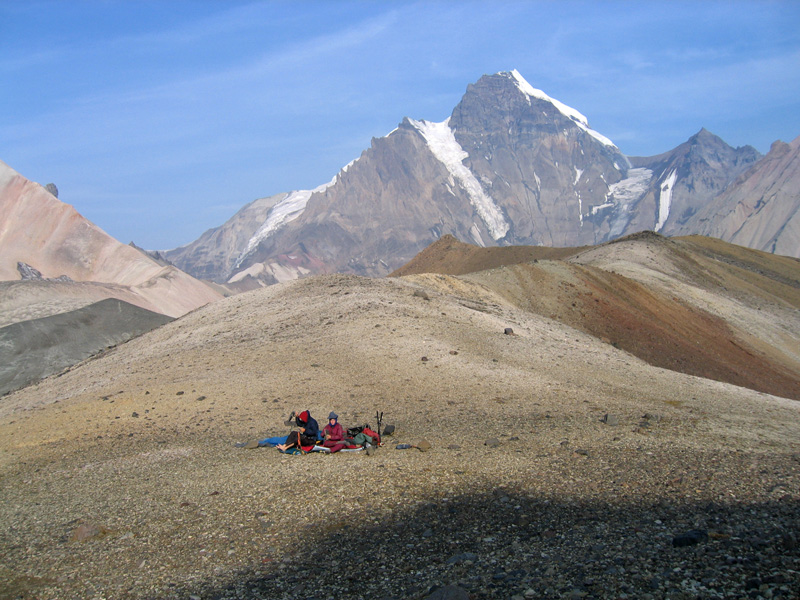
Trekking na Alasce

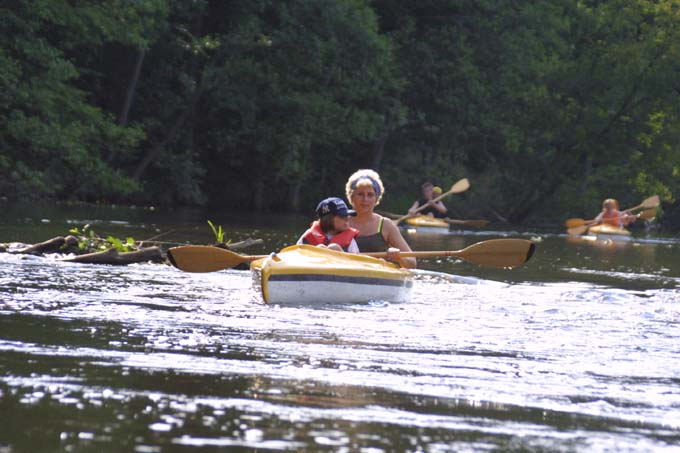
Turystyka kajakowa na Wdzie

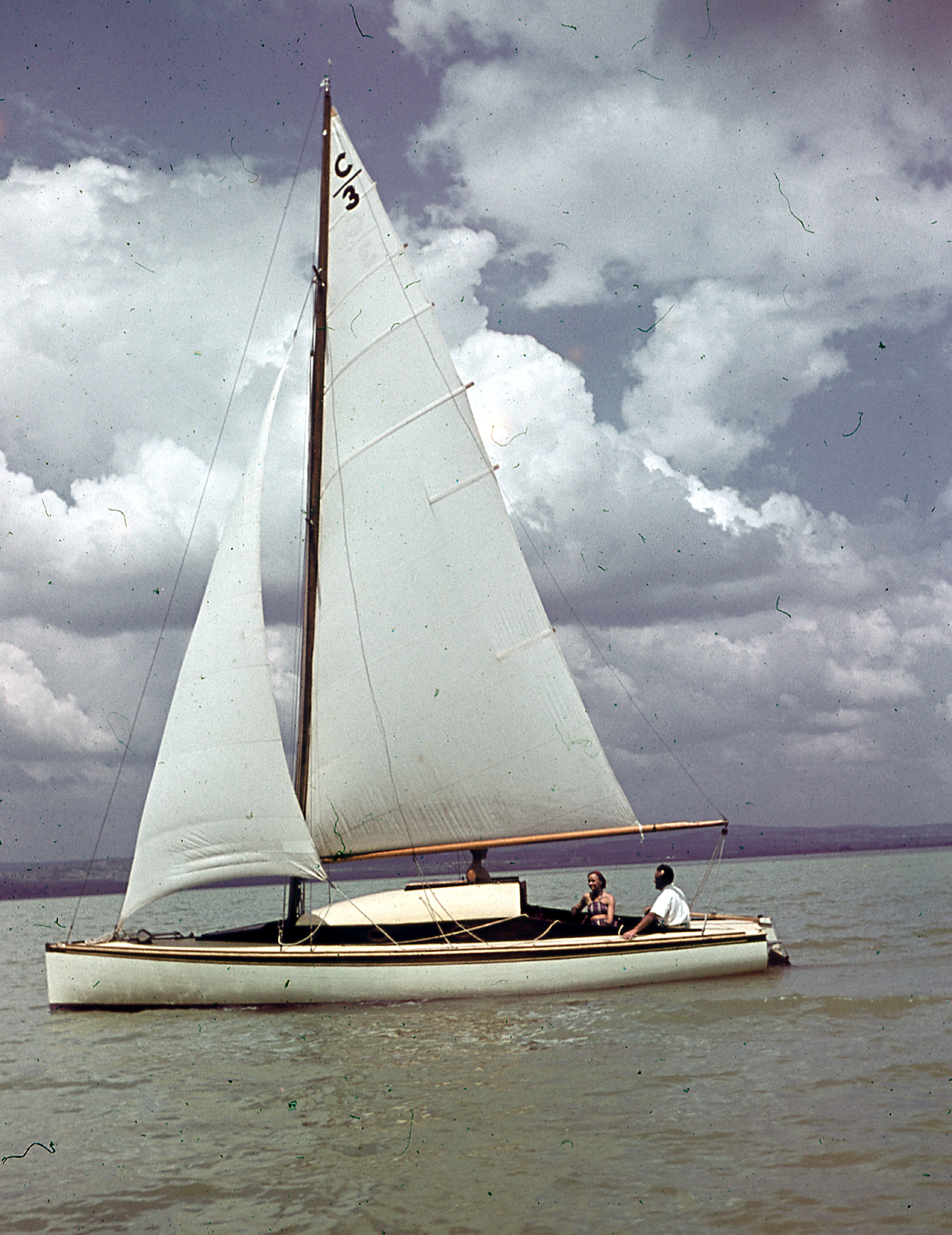
Żeglarstwo jako forma turystyki, jezioro Balaton w 1939

- turystyka piesza – obejmuje poznawanie środowiska i kultury odwiedzanego obszaru bez wykorzystywania środków transportu; duże znaczenie mają szlaki turystyczne oraz baza noclegowa (zwłaszcza schroniska turystyczne, kempingi, hotele),
- turystyka przygodowa – podróże podejmowane w celu przeżycia przygody,
- tramping turystyczny – uczestnicy sami organizują wyprawę, często poruszają się autostopem lub lokalnymi środkami transportu i korzystają z tanich noclegów,
- backpacking – głównym motywem jest poznawanie odmiennych kultur z wykorzystaniem lokalnych środków transportu oraz noclegami poza typowymi obiektami bazy noclegowej,
- trekking – wyprawy na obszary niezamieszkane lub słabo zaludnione,
- survival – celem wypraw jest doskonalenie umiejętności pozwalających na przetrwanie w różnych warunkach środowiska,
- turystyka ekstremalna – podróże w celu uprawiania sportów ekstremalnych,
- turystyka rowerowa – turysta przemieszcza się wykorzystując do tego celu rower; w Europie funkcjonuje sieć szlaków Eurovelo obejmująca 12 szlaków biegnących przez niemal wszystkie kraje europejskie,
- turystyka narciarska – obejmuje narciarstwo biegowe i narciarstwo zjazdowe; dla rozwoju narciarstwa zjazdowego niezbędna jest odpowiednia infrastruktura m.in. wyciągi narciarskie,
- turystyka speleologiczna – eksploracja jaskiń turystycznych (przystosowane do zwiedzania, oświetlone, wyposażone w barierki) i jaskiń nieturystycznych (wymagają odpowiedniego przygotowania i sprzętu turystycznego),
- turystyka jeździecka – rekreacyjna jazda konna w specjalnych ośrodkach jeździeckich lub na terenach otwartych,
- turystyka żeglarska – żeglowanie po jeziorach naturalnych i sztucznych,
- turystyka nurkowa – nurkowanie w morzach lub jeziorach z użyciem specjalistycznego sprzętu, istnieje wiele rodzajów nurkowania np. snorkeling (pływanie w masce i płetwach z twarzą w wodzie), wreck diving (nurkowanie we wrakach), cave diving (nurkowanie w jaskiniach), ice diving (nurkowanie pod lodem),
- turystyka kajakowa – turysta przemieszcza się wykorzystując kajak lub kanadyjkę, wyróżnia się także kajakarstwo górskie i kajakarstwo morskie.
- turystyka motocyklowa – forma spędzania wolnego czasu łącząca poznawanie nowych miejsc i przemieszczanie się motocyklem

#### Wybrane formy turystyki zdrowotnej

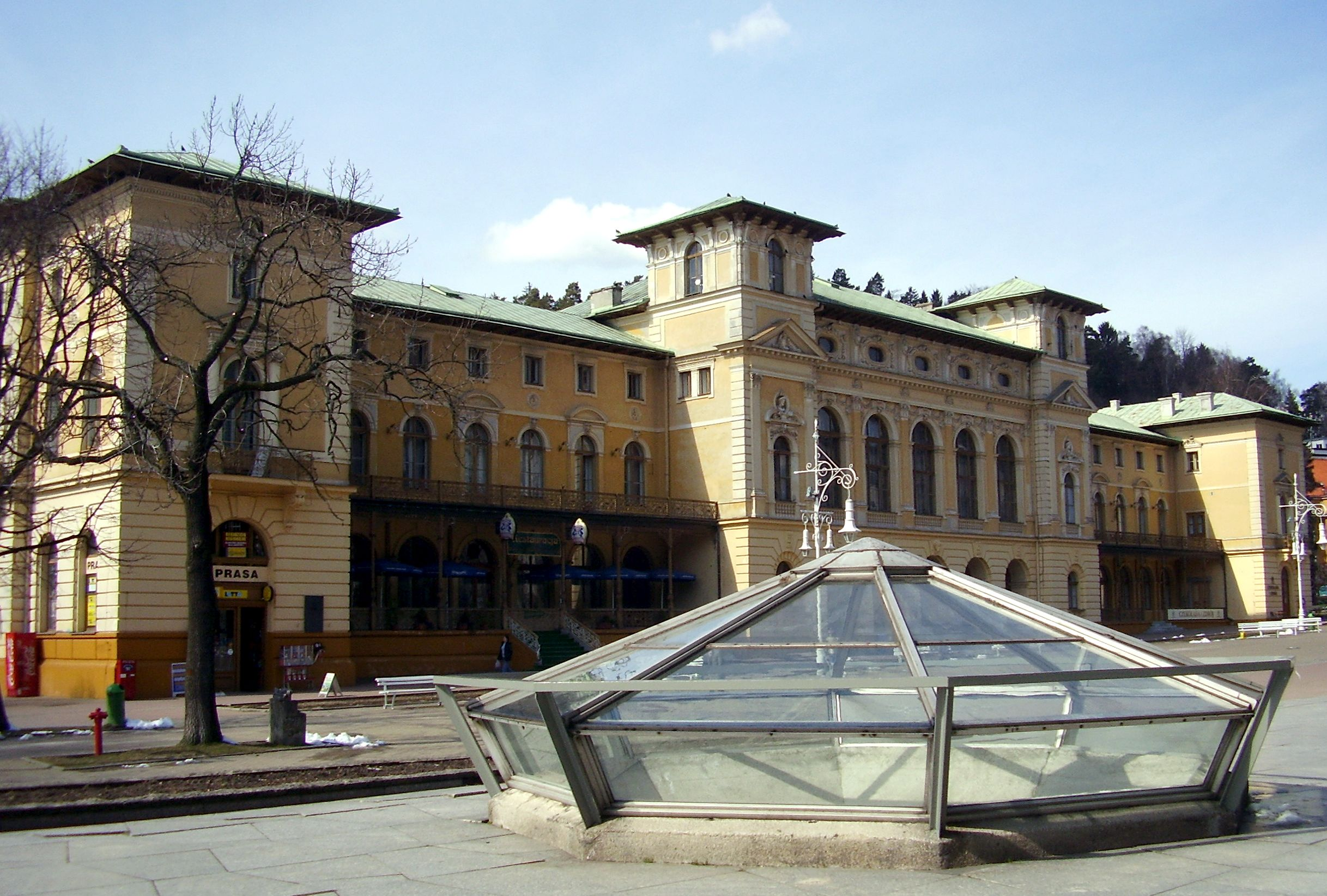
Stary Dom Zdrojowy w Krynicy Zdroju

- turystyka uzdrowiskowa – najważniejsze motywy wyjazdu do uzdrowisk to chęć poprawy ogólnego stanu zdrowia oraz leczenie różnego rodzaju schorzeń,
- turystyka medyczna – podróże poza granice kraju w celu skorzystania z opieki medycznej kraju odwiedzanego; jednym z rodzajów tego typu turystyki jest tzw. turystyka aborcyjna,
- turystyka spa i wellness – wyjazdy do specjalnych ośrodków, mające na celu poprawę kondycji fizycznej i psychicznej,

#### Wybrane formy turystyki biznesowej

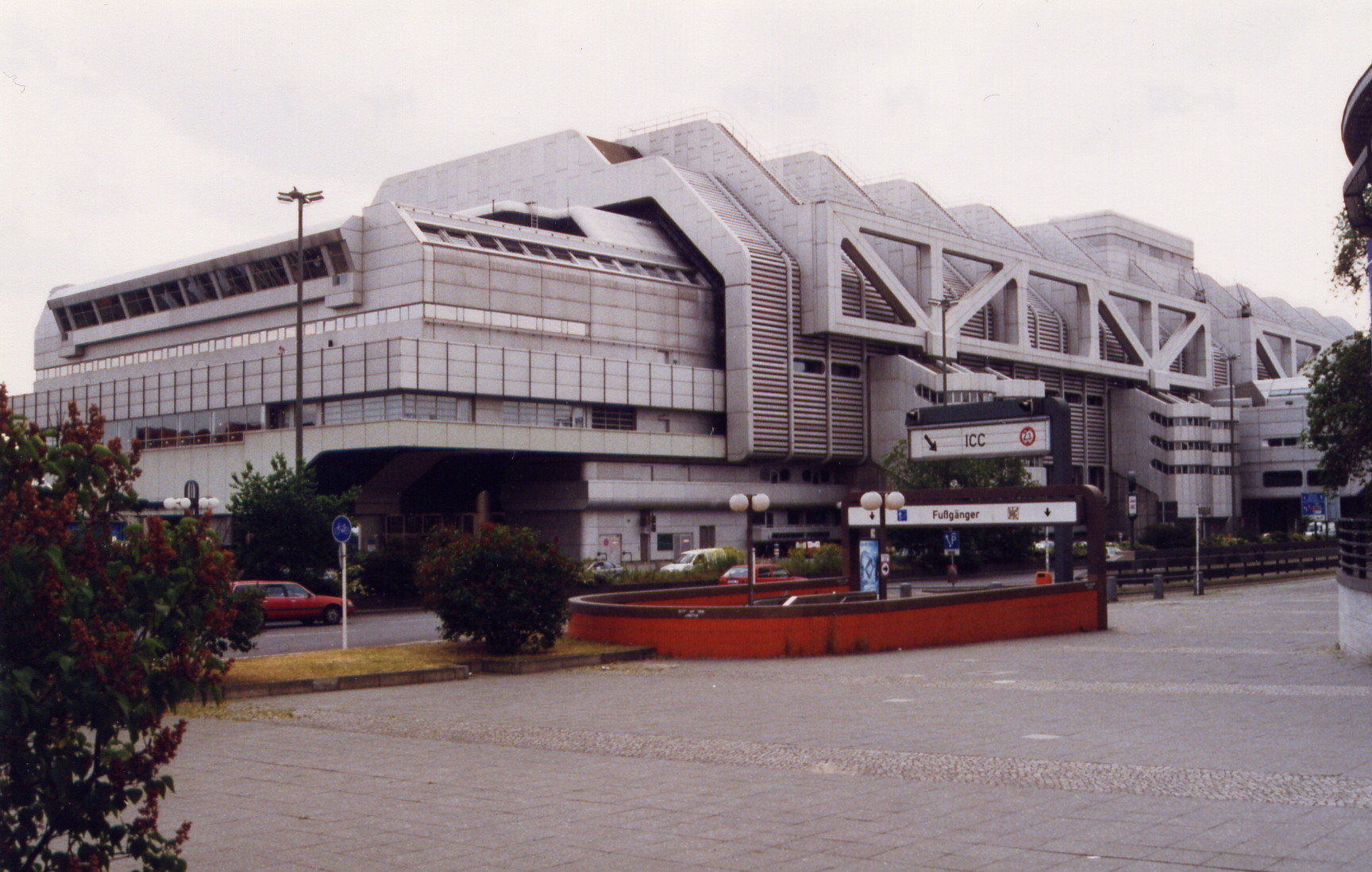
Centrum kongresowe w Berlinie

- podróże służbowe – podróże pracowników w celu nawiązania lub utrzymania kontaktów z partnerami biznesowymi, najczęściej odbywane indywidualnie,
- turystyka targowa – wyjazdy na różnego rodzaju targi organizowane w kraju i za granicą,
- turystyka motywacyjna – podróże organizowane przez przedsiębiorstwa dla swoich pracowników, mające na celu zmotywowanie pracowników do lepszej pracy na rzecz swojej firmy lub będące nagrodą za osiągane wyniki,
- turystyka kongresowa – obejmuje uczestnictwo w konferencjach, kongresach, seminariach, sympozjach itp.
- turystyka korporacyjna – podróże organizowane przez firmę dla określonych osób, którym zapewnia się darmowe uczestnictwo w wypoczynku lub wydarzeniach o charakterze rozrywkowym; stanowi jedno z narzędzi public relations.

#### Wybrane formy turystyki religijnej
- turystyka religijna – wyjazdy, w których motyw poznawczy przeważa nad motywem religijnym, dotyczy turystów, którzy odwiedzają miejsca święte ich własnej religii.
- turystyka pielgrzymkowa – wyjazdy podejmowane z motywów religijnych, których podstawowymi celami są modlitwa i prośby o łaski.
- turystyka poznawcza (jako forma turystyki religijnej) – dotyczy turystów którzy odwiedzają miejsca święte innej religii, a ich podstawowym motywem jest motyw poznawczy.

## Ruch turystyczny
Ruch turystyczny to czasowe migracje poza miejsce zamieszkania, które wynikają z uwarunkowanych społecznie potrzeb określonych różnorakimi motywami. Ruch turystyczny charakteryzuje się: wielkością, rozmieszczeniem przestrzennym, rytmem czasowym i strukturą.
Światowa Organizacja Turystyki szacuje, że w 2006 roku międzynarodowy ruch turystyczny wyniósł ok. 842 mln podróży, natomiast wielkość przychodów turystycznych wyniosła ok. 680 mld USD. Połowa wszystkich podróży miała na celu wypoczynek, natomiast jedna czwarta wynikała z chęci odwiedzenia rodziny lub potrzeb religijnych. Najwięcej wyjazdów notowanych jest w okresie, kiedy na półkuli północnej panuje lato. 45% podróżnych jako środek transportu wykorzystało transport lotniczy, 43% korzystało z transportu samochodowego lub autokarowego, 7% z transportu wodnego, a 5% z transportu kolejowego. Najbardziej popularnym kontynentem pozostaje Europa (51% przyjazdów turystycznych), natomiast na kolejnych miejscach znajdują się: Azja (26%), Ameryka Północna (14%), Afryka (6%), Ameryka Południowa (2%) oraz Australia z Oceanią (1%).

### Ośrodki turystyczne

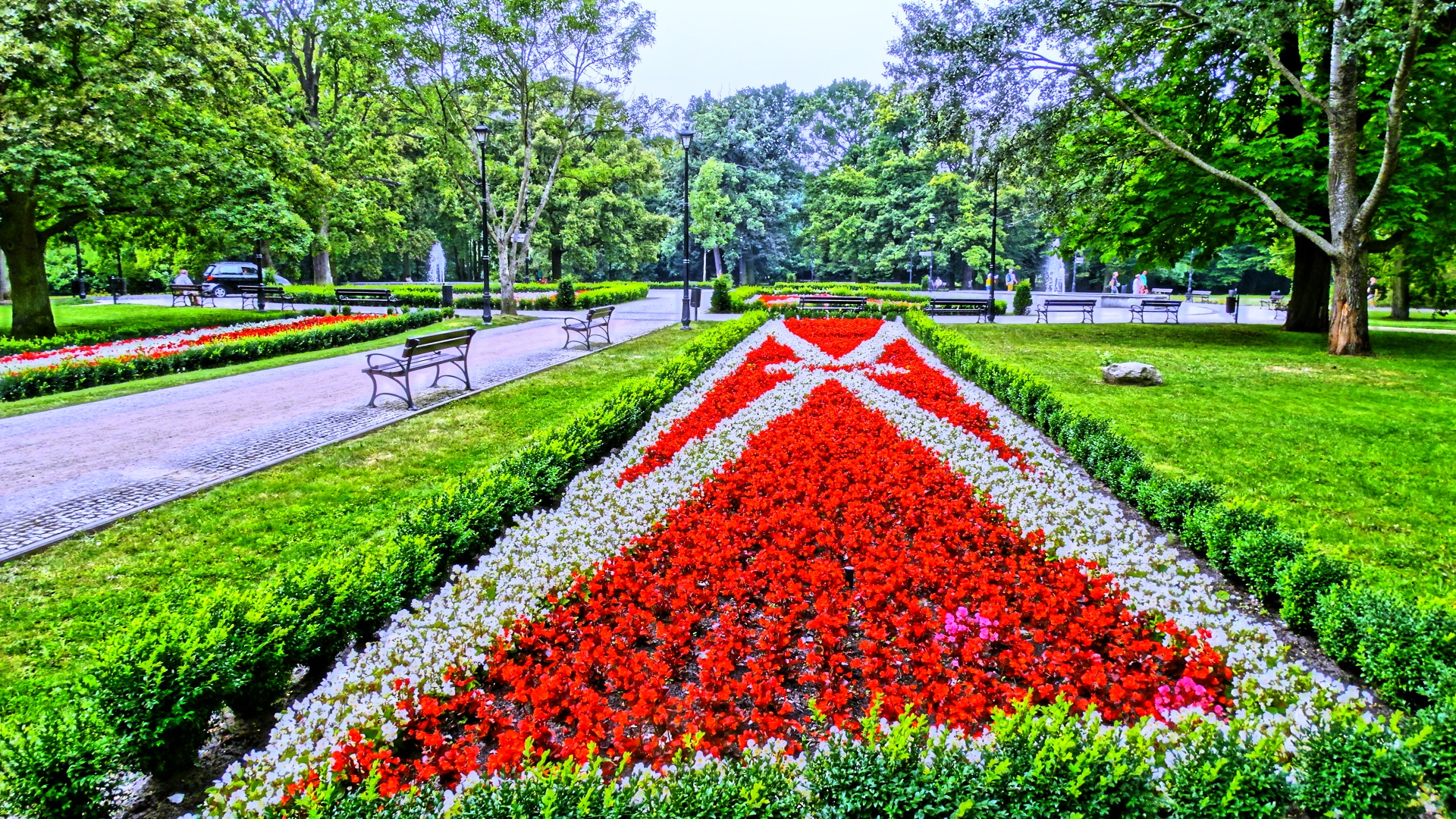
Park Zdrojowy w Świnoujściu

Jednym z tradycyjnych efektów rozwoju i tworzenia się infrastruktury turystycznej jest organizacja centrów, lub ośrodków turystycznych o charakterze wczasowym i wypoczynkowym. Ośrodki takie na ogół związane są z geograficznym położeniem danej miejscowości lub regionu (krajobraz, przyroda, ekologia), specyficznym klimatem lub mikroklimatem, rozbudowaną bazą ekonomiczną wspomagającą turystów i rozwój turystyki (hotelarstwo, restauracje, letniska, obiekty sportowe, rozrywka). Dla odwiedzających otwierają one perspektywy aktywnego wypoczynku i stanowią walory poznawcze; dla ludności lokalnej to poważne źródło rozwoju gospodarczego danych miejscowości lub obszarów geograficznych. Z tego względu ośrodki turystyczne (tourist destination) są celem badań i opieki władz państwowych i regionalnych oraz organizacji międzynarodowych. W maju 2011 Komisja Europejska ogłosiła wyniki badań trendów i opinii Europejczyków na temat turystyki. W badaniach tych rozdział 5 poświęcony jest specyficznie czynnikom i wyróżnikom demograficzno-narodowym w wyborze ośrodków turystyczno-wypoczynkowych. Wykazały one, że większość Europejczyków preferuje ośrodki tradycyjne and nowokształtującymi się. Ludzie młodzi wolą ośrodki oferujące odpoczynek sportowy i aktywny, połączony z walorami ekologicznymi, osoby starsze ośrodki uzdrowiskowo-lecznicze z walorami kulturowymi.
Od 2006 Komisja Europejska organizuje międzynarodowy konkurs EDEN (akronim od European Destinations of Excellence), którego celem jest wyróżnienie mniej znanych ośrodków turystycznych ze szczególnym naciskiem na sprawy kulturalnej, ekologicznej i socjalnej odpowiedzialności i rozwoju regionów i miejscowości turystycznych. Polska wystartowała w tym konkursie po raz pierwszy w 2011, z ośrodkiem turystycznym „Ptasia Republika” w Parku Narodowym „Ujście Warty”.

### Państwa najchętniej odwiedzane
| Pozycja (2007) | Państwo           | Zagraniczne przyjazdy turystyczne (2007) | Zagraniczne przyjazdy turystyczne (2006) |
| -------------- | ----------------- | ---------------------------------------- | ---------------------------------------- |
| 1              | Francja           | 81,9 mln                                 | 79,1 mln                                 |
| 2              | Hiszpania         | 59,2 mln                                 | 58,5 mln                                 |
| 3              | Stany Zjednoczone | 56,0 mln                                 | 51,1 mln                                 |
| 4              | Chiny             | 54,7 mln                                 | 49,6 mln                                 |
| 5              | Włochy            | 43,7 mln                                 | 41,1 mln                                 |
| 6              | Wielka Brytania   | 30,7 mln                                 | 30,1 mln                                 |
| 7              | Niemcy            | 24,4 mln                                 | 23,6 mln                                 |
| 8              | Ukraina           | 23,1 mln                                 | 18,9 mln                                 |
| 9              | Turcja            | 22,2 mln                                 | 18,9 mln                                 |
| 10             | Meksyk            | 21,4 mln                                 | 21,4 mln                                 |
| 17             | Polska            | 15,0 mln                                 | 15,7 mln                                 |

### Państwa osiągające największe wpływy
| Pozycja (2007) | Państwo           | Dochody z turystyki USD (2007) | Dochody z turystyki USD (2006) |
| -------------- | ----------------- | ------------------------------ | ------------------------------ |
| 1              | Stany Zjednoczone | 96,7 mld                       | 85,7 mld                       |
| 2              | Hiszpania         | 57,8 mld                       | 51,1 mld                       |
| 3              | Francja           | 54,2 mld                       | 46,3 mld                       |
| 4              | Włochy            | 42,7 mld                       | 38,1 mld                       |
| 5              | Chiny             | 41,9 mld                       | 33,9 mld                       |
| 6              | Wielka Brytania   | 37,6 mld                       | 33,7 mld                       |
| 7              | Niemcy            | 36,0 mld                       | 32,8 mld                       |
| 8              | Australia         | 22,2 mld                       | 17,8 mld                       |
| 9              | Austria           | 18,9 mld                       | 16,6 mld                       |
| 10             | Turcja            | 18,5 mld                       | 16,9 mld                       |
| 22             | Polska            | 10,6 mld                       | 7,2 mld                        |

### Państwa, w których wydatki turystyczne obywateli są największe
| Pozycja (2007) | Państwo           | Wydatki turystyczne USD (2007) | Wydatki turystyczne USD (2006) |
| -------------- | ----------------- | ------------------------------ | ------------------------------ |
| 1              | Niemcy            | 82,9 mld                       | 73,9 mld                       |
| 2              | Stany Zjednoczone | 76,2 mld                       | 72,1 mld                       |
| 3              | Wielka Brytania   | 72,3 mld                       | 63,1 mld                       |
| 4              | Francja           | 36,7 mld                       | 31,2 mld                       |
| 5              | Chiny             | 29,8 mld                       | 24,3 mld                       |
| 6              | Włochy            | 27,3 mld                       | 23,1 mld                       |
| 7              | Japonia           | 26,5 mld                       | 26,9 mld                       |
| 8              | Kanada            | 24,8 mld                       | 20,5 mld                       |
| 9              | Rosja             | 22,3 mld                       | 18,2 mld                       |
| 10             | Korea Południowa  | 20,9 mld                       | 18,9 mld                       |
| 25             | Polska            | 8,5 mld                        | 7,2 mld                        |

## Przemiany pod wpływem turystyki

### Wpływ turystyki na społeczeństwo
Turystyka pełni szereg istotnych funkcji społecznych. Dzięki nawiązywaniu kontaktów z innymi społecznościami wzrasta zrozumienie i tolerancja wobec innych kultur. Kontakt oznacza również przekazywanie sobie określonych wartości, sposobów zachowań, sposobów ubierania się, mówienia itd.
Turystyka oznacza wzrost standardu życia mieszkańców miejscowości turystycznych, występuje mniejszy odpływ ludności niż w miejscowościach nieturystycznych. W przypadku niewystarczającej kadry zajmującej się obsługą turystów, obserwowany jest napływ pracowników z innych regionów lub nawet krajów. Dochodzi do zmian w strukturze społecznej miejscowości, które w konsekwencji doprowadzić mogą do konfliktów między autochtonami a imigrantami.
Aby poradzić sobie z obsługą turystów mieszkańcy podnoszą swoje kwalifikacje poprzez np. naukę języków obcych, zarządzania, rachunkowości. Mieszkańcy starają się bliżej poznać swoją kulturę i historię, aby móc ją zaprezentować w jak najatrakcyjniejszej formie. W wielu krajach, zwłaszcza słabiej rozwiniętych, praca w sektorze turystycznych postrzegana jest jako prestiżowa. Zmienia się też pozycja kobiet, których zatrudnienie w turystyce jest z reguły znacznie większe niż mężczyzn.
Do negatywnych zjawisk społecznych nasilających się wraz ze wzrostem ruchu turystycznego należą m.in. przestępczość, alkoholizm, narkomania, hazard, prostytucja. Z wymienionymi patologiami mamy do czynienia w zdecydowanej większości obszarów gdzie rozwija się turystyka masowa. Nie wszyscy znajdują zatrudnienie w turystyce, dlatego następuje polaryzacja dochodów, a w konsekwencji rozwarstwienie społeczne.
W przypadku turystów z bogatych krajów, którzy odwiedzają kraje uboższe, dochodzi do tzw. efektu demonstracji. Mieszkańcy terenów odwiedzanych, patrząc na sposób zachowania i status majątkowy turystów, postrzegają ich jako lepszych od siebie. Dążą do tego by im dorównać, jednak mają świadomość, że jest to niezwykle trudne, co rodzi poczucie frustracji i kompleks niższości wobec przyjezdnych.

### Wpływ turystyki na gospodarkę
Korzyści z rozwoju turystyki dla lokalnej gospodarki wynikają z: rozwoju przedsiębiorczości, powstania nowych miejsc pracy i zmniejszenia bezrobocia, napływu nowych inwestycji, dochodów uzyskiwanych z obecności turystów. Na obszarach wiejskich, które są atrakcyjne turystycznie, mieszkańcy rezygnują lub ograniczają swoją działalność w rolnictwie przechodząc do bardziej dochodowego sektora usług turystycznych.
W skali krajowej dochody, jakie uzyskują państwa z zagranicznych przyjazdów turystycznych, określane są mianem niewidzialnego eksportu, natomiast wielkość wydatków turystycznych obywateli danego państwa ponoszone w innym państwie nazywa się niewidzialnym importem. Państwa, w których niewidzialny eksport odgrywa pierwszorzędną rolę w gospodarce, to tzw. monokultury turystyczne, zalicza się do nich m.in.: Makau (35% PKB stanowią dochody z turystyki), Malediwy (34%), Seszele (30%), Anguilla (25%), Antigua i Barbuda (24%), Aruba (23%), Brytyjskie Wyspy Dziewicze (23%), Vanuatu (20%).
Negatywne skutki rozwoju turystyki to również wzrost cen w obszarach obsługujących turystów oraz wypływy dewiz. Wypływy dewiz występują ze względu na: import wyposażenia do obiektów turystycznych, import dóbr konsumpcyjnych, spłacanie zadłużeń przez inwestorów, wydatki na promocję miejscowości lub regionu turystycznego.

### Wpływ turystyki na środowisko

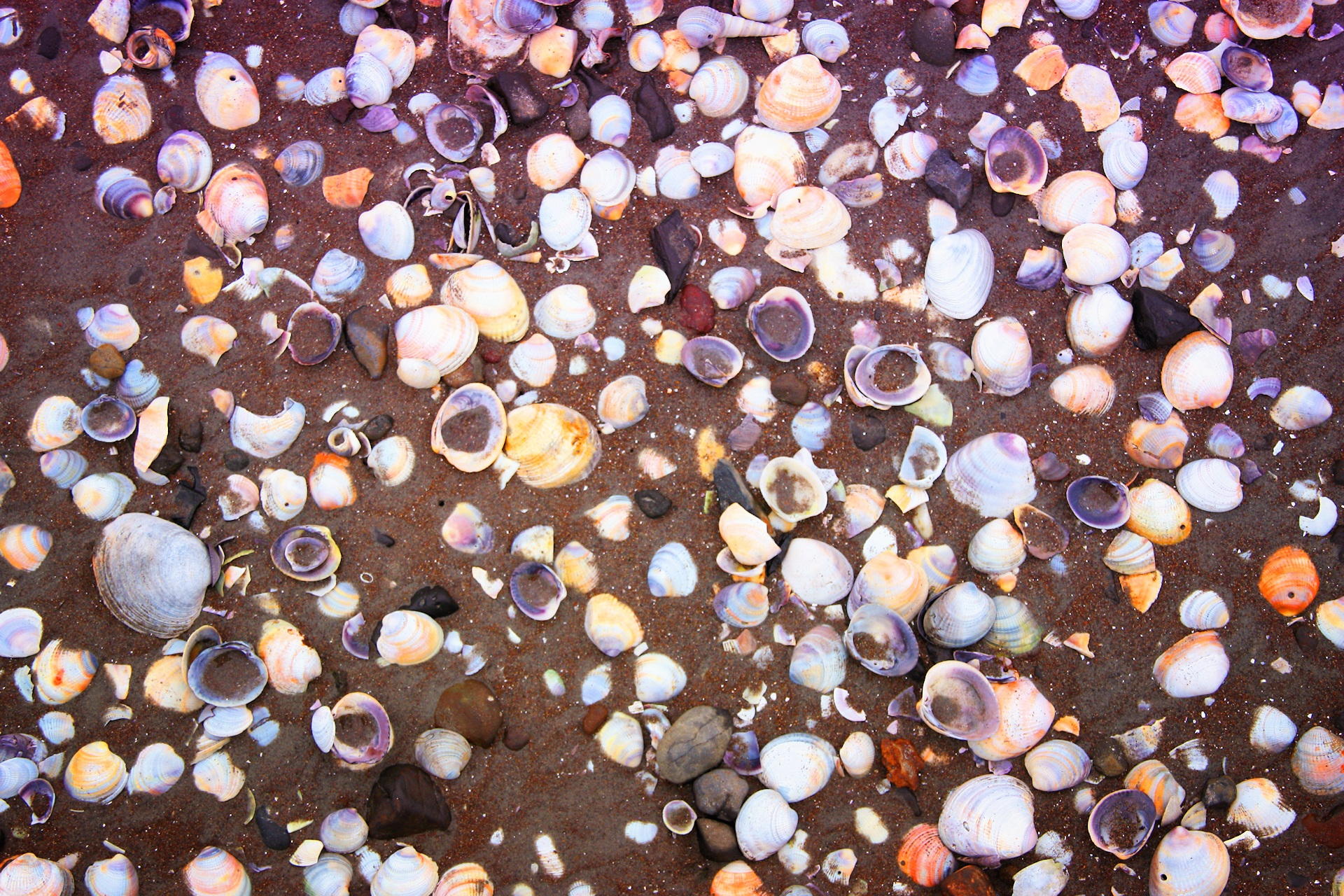
Nawet pozornie nieszkodliwe zachowania turystów, takie jak zbieranie muszelek na pamiątkę mogą mieć wpływ na środowisko

Turystyka, podobnie jak większość działalności człowieka, może powodować negatywne skutki dla środowiska przyrodniczego. Ze względu na rozwój infrastruktury turystycznej, zmniejsza się powierzchnia obszarów naturalnych będących siedliskami roślin i zwierząt. Ponadto wzrasta zanieczyszczenie powietrza (głównie ze względu na emisję spalin samochodowych), zanieczyszczenie wód (ścieki pochodzące z obiektów turystycznych) oraz poziom hałasu.
Do pozytywnych aspektów rozwoju turystyki zaliczyć można natomiast wszelkie działania mające na celu ochronę środowiska. Bez zainteresowania ze strony turystów wiele obszarów cennych przyrodniczo pozostaje wykorzystywanych rolniczo. Ponadto w miejscowościach turystycznych rozbudowuje się infrastrukturę komunalną (kanalizacja, wodociągi, oczyszczalnie ścieków) oraz poprawia się estetykę krajobrazu (więcej parków i terenów zieleni).

## Trendy turystyczne
Najważniejsze trendy występujące we współczesnej turystyce to:
- rośnie ilość czasu wolnego – wakacje przestały być dobrem luksusowym dla większości ludzi, gdyż pojawia się wiele możliwości konkurencyjnego sposobu spędzania wolnego czasu,
- liczba podróży w przeliczeniu na 1 osobę ciągle wzrasta, ale długość trwania tych wyjazdów jest coraz krótsza,
- zainteresowanie zimowymi wakacjami „w słońcu”, turystyka kulturowa i podróże statkami rozwijają się szybciej niż tradycyjne wyjazdy związane z uprawianiem sportów zimowych,
- wyjazdy aktywne stają się tak samo popularne zimą i latem – z wyjazdów poza sezonem najczęściej korzystają osoby w wieku poprodukcyjnym,
- stale wzrasta potrzeba bezpieczeństwa podczas wakacji,
- rośnie popyt na wyjazdy zawierające elementy kultury, edukacji, historii, aktywności sportowej, a także zainteresowanie korzyściami zdrowotnymi wynikającymi z wyjazdu,
- odpoczynek i relaks – jako przeciwieństwo wypełniania wakacji różnymi formami aktywności – nadal pozostaje bardzo ważną cechą imprezy turystycznej,
- jakość, autentyczność i różnorodność stają się najistotniejszymi elementami postrzegania i wyboru kierunku podróży,
- istotnymi elementami postrzegania wakacji są: przygoda, fantazja, luksus i przyjemność, w połączeniu z atmosferą wyłączności.